# Hollfeld

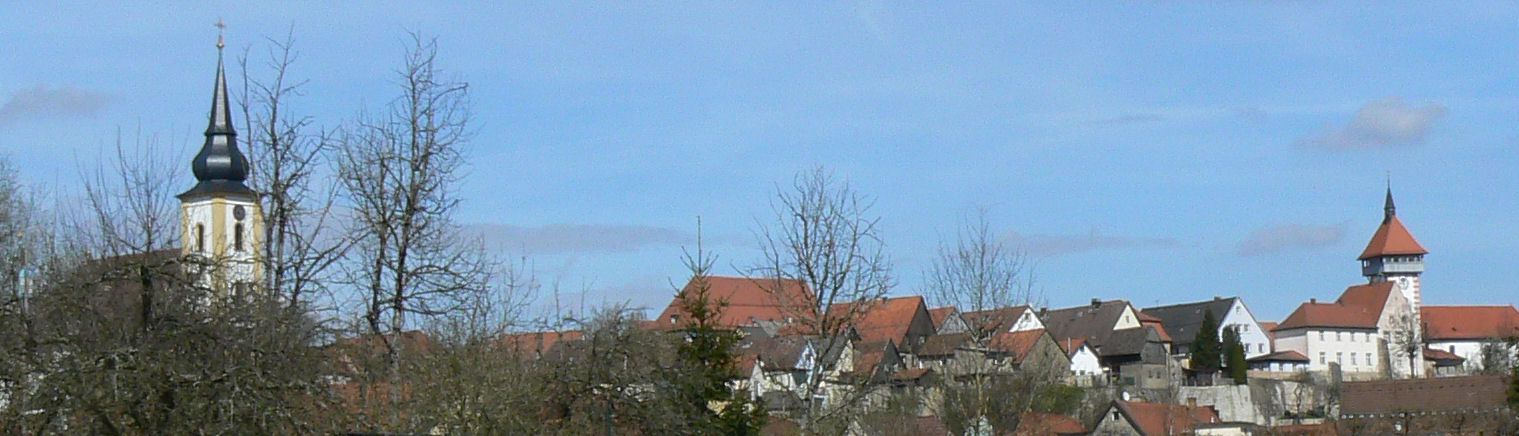
Panorama der Altstadt von Hollfeld

Hollfeld (ⓘ) ist eine Stadt im oberfränkischen Landkreis Bayreuth, ein staatlich anerkannter Erholungsort und der Sitz der Verwaltungsgemeinschaft Hollfeld.

## Geografie

### Geografische Lage

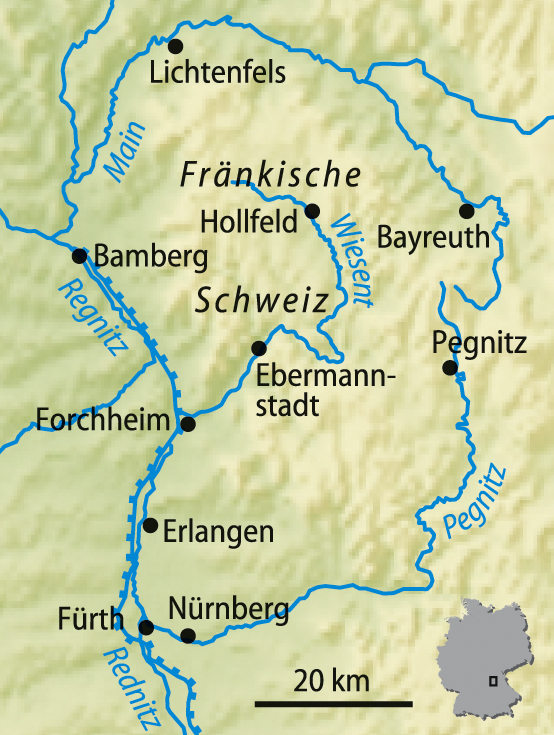
Lage in der Mitte der Fränkischen Schweiz

Stratigraphisches Profil Bamberg – Hollfeld – Bayreuth – Fichtelgebirge

Der staatlich anerkannte Erholungsort Hollfeld liegt 25 Kilometer westlich von Bayreuth und 35 Kilometer östlich von Bamberg im nördlichen Teil der Fränkischen Schweiz am Zusammenfluss der Flüsse Wiesent und Kainach.
Das Gebiet der Stadt liegt im Westen des Landkreises Bayreuth und grenzt an die Landkreise Bamberg, Lichtenfels und Kulmbach.

### Gemeindegliederung
Die Gemeinde Hollfeld hat 24 Gemeindeteile (in Klammern ist der Siedlungstyp angegeben):
- Drosendorf (Kirchdorf)
- Fernreuth (Dorf)
- Freienfels (Pfarrdorf)
- Gottelhof (Dorf)
- Hainbach (Weiler)
- Höfen (Dorf)
- Hollfeld (Hauptort)
- Kainach (Dorf)
- Krögelstein (Pfarrdorf)
- Loch (Dorf)
- Moggendorf (Dorf)
- Neidenstein (Dorf)
- Pilgerndorf (Dorf)
- Schafhof
- Schnackenwöhr
- Schönfeld (Pfarrdorf)
- Stechendorf (Dorf)
- Tiefenlesau (Dorf)
- Treppendorf (Dorf)
- Utzbürg (Einöde)
- Weiher (Dorf)
- Welkendorf (Kirchdorf)
- Wiesentfels (Dorf)
- Wohnsdorf (Weiler)

Es gibt die Gemarkungen Drosendorf, Hochstahl (Gemarkungsteil 1), Hollfeld, Kainach, Krögelstein, Schönfeld (Gemarkungsteil 0), Stechendorf, Treppendorf, Weiher, Wiesentfels. Die Gemarkung Hollfeld hat eine Fläche von 11,836 km². Sie ist in 2540 Flurstücke aufgeteilt, die eine durchschnittliche Flurstücksfläche von 4659,78 m² haben.

### Nachbargemeinden
Nachbargemeinden sind (von Norden beginnend im Uhrzeigersinn): Wonsees, Thurnau, Mistelgau, Plankenfels, Aufseß, Königsfeld, Stadelhofen und Weismain.

## Geschichte

### Vor und frühgeschichtliche Besiedlung
Der Burg- und Siedlungskern von Hollfeld ist bereits in vor- und frühgeschichtlicher Zeit belegt. Auf dem Hohen Knock, im Bereich des nordöstlich von Hollfeld gelegenen Gemeindeteiles Loch, befand sich auf einem Hügel über einer Felshöhle eine kleine frühgeschichtliche Befestigungsanlage, die Loch zu seinem Namen verhalf. Wallreste sind noch erkennbar. Es wurden verschiedene Objekte aus unterschiedlichen Zeitschichten gefunden, darunter eine latènezeitliche Linsenflasche, ein Rasiermesser aus der frühen römischen Kaiserzeit (1. Jahrhundert), eine bronzene Röhrenhülse aus der späten römischen Kaiserzeit (ca. 350) sowie einige Pfeilspitzen, die vermutlich der späten Kaiserzeit oder frühen Völkerwanderungszeit (4./5. Jahrhundert) zuzuordnen sind. Auch in Wiesentfels deuten Funde auf eine völkerwanderungszeitliche Befestigungsanlage hin.

### Erste Erwähnung
Hollfeld blickt auf eine mehr als tausendjährige Geschichte zurück. Es wurde im Jahr 1017 erstmals urkundlich erwähnt, als der Bischof von Würzburg die Kirchen-Zehnten der einst zu Hollfeld gehörenden Dörfer an den Bamberger Bischof abtrat.
Hollfeld hat noch die Siedlungsstruktur einer Spornsiedlung, was auf eine Kernsiedlung nach Art der Markgrafen von Schweinfurt schließen lässt. Stellvertreter dieser Markgrafen war die Walpoten-Familie. Nachdem die Markgrafenfamilie 1057 ausgestorben war, verschenkte Reginolt Walpoto im Jahr 1059 seine Güter in Hollfeld und Umgebung zur Ausstattung des von ihm mitbegründeten Stifts St. Gangolf in Bamberg.

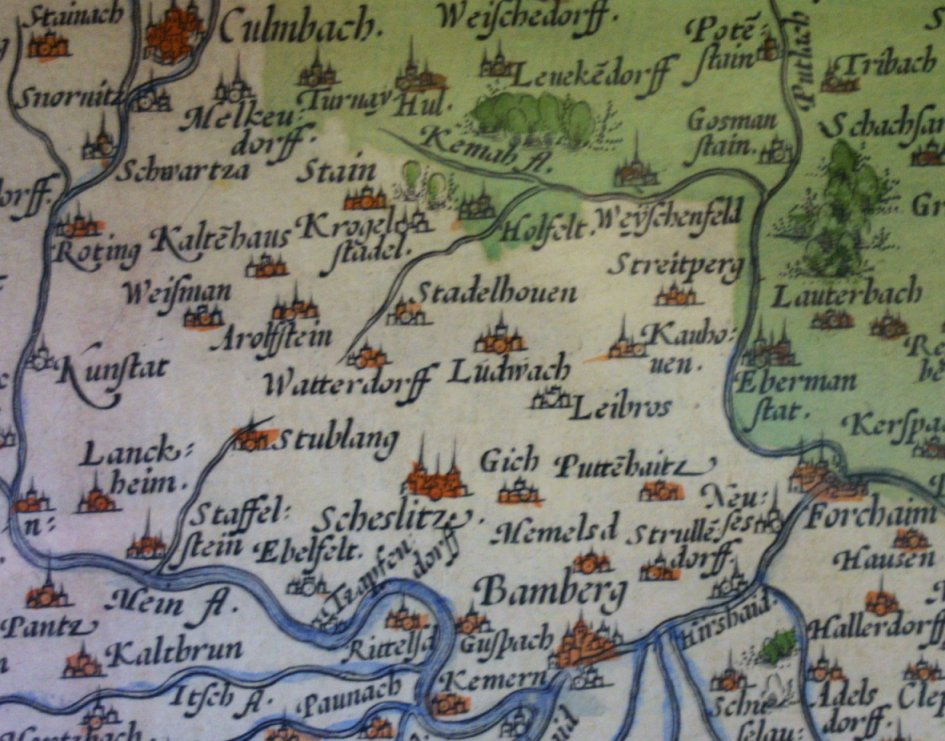
Alte Karte mit Bamberg (unten) und der Burg Holfelt (oben Mitte) aus dem 16. Jahrhundert. Nach Osten (oben) ist die Karte stark verzerrt

### Stadterhebung
Anlass für die Gründung einer Stadt mit Burgcharakter war vermutlich die Rivalität mit den Andechs-Meraniern, die im Umland Besitzungen hatten. Einen genauen Nachweis für die Erhebung Hollfelds zur Stadt gibt es nicht. Immerhin wurde es bereits im Jahr 1285 in einer auswärtigen Urkunde als Stadt bezeichnet. Der erste genaue Nachweis der Stadteigenschaft, der Siegelstempel mit der Umschrift „S. CIVITATIS IN HOLVVELT“, stammt aus dem Jahr 1329.

### Zerstörungen
Als Grenzfestung zwischen dem Hochstift Bamberg und dem Markgraftum Kulmbach-Bayreuth spielte Hollfeld eine bedeutende Rolle, wurde aber auch durch Kriege und Brände mehrmals zerstört. Dazu zählen die Verwüstungen durch die Hussiten im Jahr 1430, der Markgrafenkrieg 1552/53 und der Dreißigjährige Krieg.
1630/31 wurde die Stadt verwüstet und 1634 wütete die schwarze Pest so heftig, dass nur 14 Ehepaare übrig blieben. 1724 wurde die Stadt durch einen weiteren verheerenden Stadtbrand zerstört.

### Zugehörigkeit zu Bayern
Bis zum Ende des Hochstifts Bamberg verwaltete ein Vogt von St. Gangolf die Hollfelder Propstei. Seit dem Reichsdeputationshauptschluss von 1803 gehört der Ort wie weite Teile Frankens zu Bayern (Siehe auch Geschichte Frankens).
Napoléon Bonaparte zog über Hollfeld zum Russlandfeldzug.
Während der Befreiungskriege gegen Napoleon sollen in den Jahren 1812 bis 1815 rund 8000 russische Soldaten in der Gegend um Hollfeld einquartiert gewesen sein.

### Gemeinde Hollfeld
Die Gemeinde entstand im Zuge der Verwaltungsreformen in Bayern mit dem Gemeindeedikt von 1818. Von 1862 an bestand die Distriktsgemeinde Hollfeld mit 89 Orten, bevor diese 1919 mit dem Bezirksamt Ebermannstadt vereinigt wurde. Im Rahmen der Gebietsreform kam es durch die Eingliederung von acht Gemeinden in mehreren Schritten zur Bildung einer Großgemeinde. Am 1. Juli 1971 wurde zunächst ein Teil der ehemaligen Gemeinde Drosendorf an der Aufseß eingegliedert. Am 1. Januar 1972 folgten Freienfels, Schönfeld, Stechendorf, Treppendorf, Weiher und Wiesentfels. Kainach kam am 1. Juli 1972 hinzu. Gleichzeitig wurde Hollfeld dem Landkreis Bayreuth zugewiesen. Am 1. Mai 1978 wurden Krögelstein und Teile der aufgelösten Gemeinde Hochstahl eingegliedert.

### Madonnenraub
Im Jahr 1962 gelangte die Stadt Hollfeld überregional in die Medien. Die berühmte Riemenschneider-Madonna aus Volkach wurde am 7. August 1962 bei einem spektakulären Raubüberfall aus der Wallfahrtskirche Maria im Weingarten entwendet und von den Dieben in Hollfeld nahe der sog. Badersleite vergraben. Präpariert mit einer Schutzschicht aus Schuhcreme und Bohnerwachs verblieb das Kunstwerk bis zu seiner Auslösung unter der Erde. Im Oktober 1962 erreichte der Stern-Verleger Henri Nannen die Herausgabe des kostbaren Diebesguts gegen eine Lösegeldzahlung von 100.000 DM.

### Alte Straßen- und Flurnamen

#### Herkunft des Ortsnamens
Hollfeld hieß im Mittelalter Holevelt. Das Wort Feld bedeutete ursprünglich Gebiet oder Besitz und kommt auch in den Namen benachbarter Ortschaften häufig vor (z. B.: Königsfeld, Steinfeld, Waischenfeld und Schönfeld). Im Erbachtal gibt es die Wüstung Alten-Hollfeld.
Hinter Hole verbirgt sich vermutlich das slawische Wort gola (g = h), das unbebautes, waldfreies Gebiet bedeutete.

#### Flurnamen
Der Flurname Heide kommt überall in der Hollfelder Flur vor (nach Westen die Äußere Heide, nach Süden die Grüne Heide, außerhalb die Weiße Heide, nordöstlich die Bergheide). Außerdem gibt es im Bereich der Kleinen Heide den Oberen und den Unteren Goll. Heide bezeichnete häufig auch Grenzlagen und ein waldfreies Gebiet zwischen zwei Siedlungszonen.

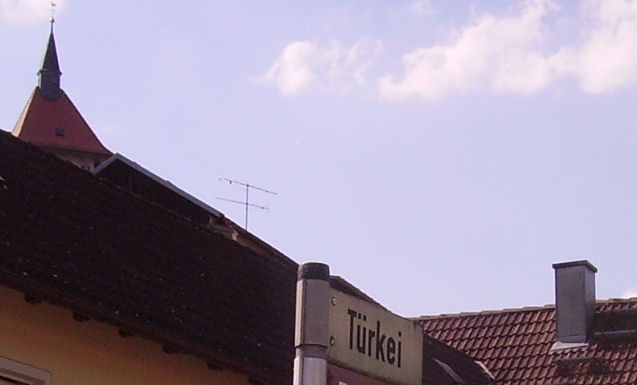
Hollfelder Türkei

#### Straßennamen
Straßennamen in der Stadt Hollfeld wie Am Graben oder Am Wallberg verweisen auf alte Befestigungsanlagen. Die Bahnhofstraße ist ein Hinweis darauf, dass Hollfeld bis zum Jahr 1974 einen Bahnanschluss besaß. Die Judengasse erinnert an die früher dort ansässigen Juden. Der Straßenname Türkei in der Unterstadt stammt aus dem 17. Jahrhundert, als osmanische Kriegsgefangene bis nach Hollfeld verschleppt wurden. Sie wurden meist getauft und haben sich später assimiliert. Von diesen Bewohnern wird zum Beispiel erwähnt, dass ein „Prinz aus Arabien ein Almosen'“ erhalten habe und noch in einem Protokollbuch des Jahres 1764 ist die Rede von einer „dürkischen Music“.

### Chronologie
24. Oktober 1017 Erste urkundliche Erwähnung
1329 Erwähnung des oppidum holuelt als Stadt
1348 Bezeichnung castrum als bischöfliche Landesburg
1419 Erwähnung als bedeutender Straßenknotenpunkt
1417–1432 Erwähnung von Liegenschaften um und in Hollfeld im Liber freudalis ecclesiae St. Gangolphi, dem Lehnsbuch des Stiftes St. Gangolf in Bamberg
1430 Brandschatzung im Hussitenkrieg
1553 und 1554: Brandschatzung im Markgräflerkrieg
1632 Brandschatzung durch die Schweden im Dreißigjährigen Krieg
1634 Pest-Epidemie
1724 Großer Stadtbrand
1804 Landgericht Hollfeld
1812 Kaiser Napoleon I. zieht über Hollfeld zum Russlandfeldzug, Einquartierung von Soldaten bis 1823
1877 Errichtung des Amtsgerichts
1904 Einweihung der Eisenbahn Bayreuth-Hollfeld
1945 Stadtpfarrer Kurt Weirather rettet die Stadt vor der Zerstörung durch US-amerikanische Soldaten
1964 Auflösung des Amtsgerichts
1971 Errichtung der Gesamtschule
1972 Auflösung des Landkreises Ebermannstadt und Eingliederung von Hollfeld in den Landkreis Bayreuth

### Einwohnerentwicklung
Im Zeitraum von 1988 bis 2018 stagnierte die Einwohnerzahl: Die amtliche Einwohnerzahl am 31. Dezember 2018 liegt mit 5043 nur um eins niedriger als 30 Jahre zuvor. Ein Höchststand wurde am 31. Dezember 2000 mit 5352 Einwohnern erreicht.

## Politik

### Stadtrat
Der Stadtrat hat 20 Mitglieder. Die Kommunalwahlen seit 2008 führten zu folgenden Ergebnissen:
| Partei/Liste                    | 2008   | 2008   | 2014   | 2014   | 2020    | 2020    |
| Partei/Liste                    | Sitze  | %      | Sitze  | %      | Sitze   | %       |
| CSU                             | 7      | 32,0   | 6      | 8,8    | 5       | 22,55   |
| Grüne/Unabhängige               | –      | –      | 1      | 6,3    | 2       | 12,43   |
| Wahlgemeinschaft Hollfeld-Land  | 4      | 21,0   | 6      | 27,5   | 6       | 27,48   |
| BürgerForum Stadt und Land      | 5      | 24,7   | 4      | 22,0   | 3       | 17,45   |
| Bürgergemeinschaft Freie Wähler | 1      | 07,8   | 1      | 07,1   | 2       | 9,17    |
| Heimatliste                     | 1      | 05,3   | 2      | 08,4   | 2       | 10,92   |
| SPD                             | 2      | 09,3   | –      | –      | –       | –       |
| Wahlbeteiligung                 | 77,2 % | 77,2 % | 67,3 % | 67,3 % | 79,27 % | 79,27 % |

Weiteres Mitglied und Vorsitzende des Stadtrates ist der Bürgermeister.

### Bürgermeister
Bürgermeister ist seit 2020 Hartmut Stern (Bürgerforum). Dessen Vorgängerin war seit Mai 2002 Karin Barwisch (Bürgerforum).

### Wappen, Fahne
| Wappen von Hollfeld | Blasonierung: „In Gold auf grünem Bogenschildfuß (Boden) ein schreitendes, rotgezäumtes silbernes Ross mit erhobenem linken Vorderhuf, darauf ein in langem, rotem Mantel mit silbernem Kragen bekleideter silberner Reiter mit goldenem Haar, eine goldene Krone auf dem Haupt und ein goldenes Lilienszepter in der Rechten tragend.“ |
| Wappen von Hollfeld | Wappenbegründung: Der Reiter wird als Kaiser Heinrich II. gedeutet, der das Bistum Bamberg 1007 stiftete, zu dem Hollfeld gehört. Die Farben des Wappens sind bereits in der Bamberger Vasallentafel von 1603 überliefert. Das Wappen wird seit dem 14. Jahrhundert geführt und ist bereits durch ein Siegel um das Jahr 1350 belegt. Dieses Stadtsiegel hatte die Umschrift „S. CIVITATIS IN HOLVVELT“. In einem Siegel von 1554 reitet der Kaiser nach links, es fehlt aber die Fahne. Anfang des 18. Jahrhunderts wird der Reiter zum ersten Mal in einem Schild dargestellt. In der Bürgermeistermedaille von 1819 ist der Reiter wieder nach rechts gerichtet. Dieses Wappen wird seit dem 14. Jahrhundert geführt. |

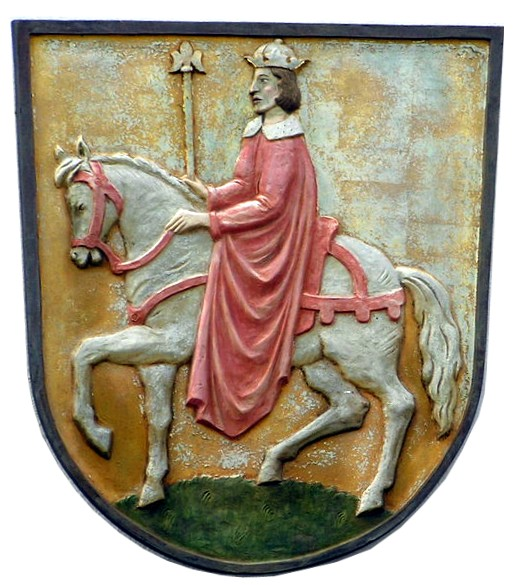
Stadtwappen am Rathaus

Die Fahne der Stadt hat die Farben gelb-rot-weiß (gold-rot-silber).

### Interkommunale Zusammenarbeit
Die Stadt Hollfeld ist seit 1999 Mitglied im Verein für Regionalentwicklung „Rund um die Neubürg – Fränkische Schweiz e. V.“

## Religion

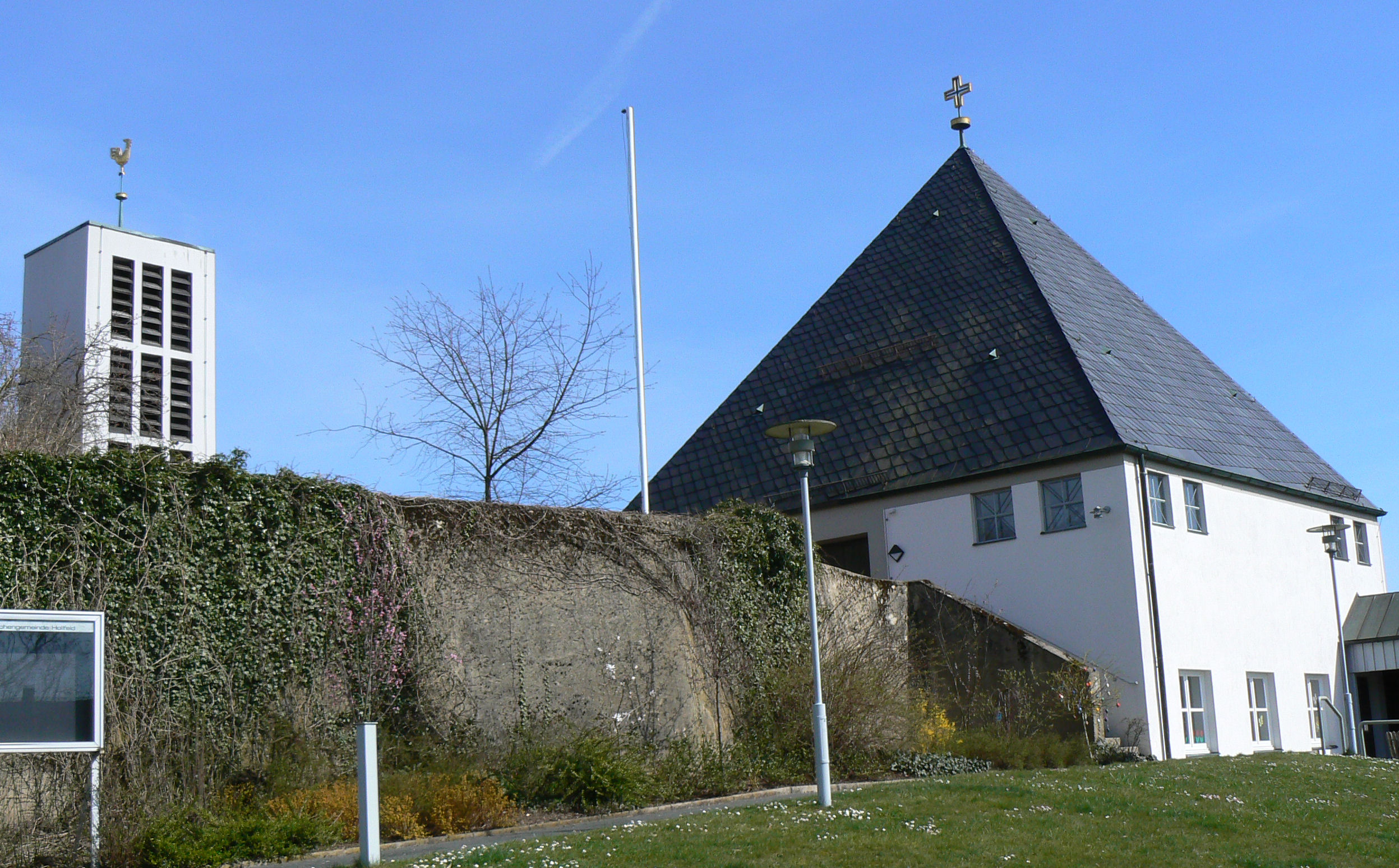
Friedenskirche

Die Ursprünge der ersten Hollfelder Pfarrei reichen vermutlich bis in die Zeit vor der Gründung des Bistums Bamberg zurück. Urkundlich genannt wurde eine Pfarrei aber erstmals im Jahr 1017. Nach der Abspaltung von der Urpfarrei Königsfeld im Jahr 1168 entwickelte sich Hollfeld zur Mutterpfarrei für zahlreiche Neugründungen. Als eines der vier Bamberger Archidiakonate war Hollfeld im Mittelalter von großer Bedeutung für das Bistum.

### Katholiken
Die Bevölkerung Hollfelds ist überwiegend katholisch. Die Stadtkirche Mariä Himmelfahrt ist das Zentrum des Pfarrverbundes St. Salvator Hollfelder Land, der zum Dekanat Bayreuth gehört.

### Protestanten
Die Friedenskirche ist die Stadtkirche der evangelisch-lutherischen Gemeinde Hollfelds und gehört zum Dekanat Thurnau des Kirchenkreises Bayreuth. Die Kirchengemeinde betreibt seit 1997 das WIGWAM Familienzentrum e. V.

### Juden
Im 13. Jahrhundert existierte in Hollfeld eine jüdische Gemeinde; im Zuge des Rintfleisch-Pogroms sollen 1298 mehr als 20 Juden erschlagen worden sein. Von Mitte des 14. Jahrhunderts an lebten erneut jüdische Familien im Ort. In der Judengasse soll im Spätmittelalter ein Bethaus existiert haben. Namentlich bekannt ist aus jener Zeit der Sofer Mose ben Ascher. Die Vertreibung der Juden aus dem Hochstift Bamberg des Jahres 1478 bedeutete vermutlich das Ende der jüdischen Gemeinde. Eine neuzeitliche organisierte israelitische Gemeinde gab es in Hollfeld nicht, die wenigen jüdischen Familien besuchten zum Gottesdienst gewöhnlich die Aufsesser Synagoge (→ Geschichte der Juden in Aufseß). Ihre Kinder nahmen am Schulunterricht in Aufseß teil, ihre Verstorbenen wurden auf dem dortigen jüdischen Friedhof bestattet. Nach Angaben der Gedenkstätte Yad Vashem wurden vier in Hollfeld geborene Juden Opfer der nationalsozialistischen Gewaltherrschaft.

## Kultur und Sehenswürdigkeiten

### Bauwerke
Aus einer frühmittelalterlichen Burganlage, der Stadtburg Hollfeld, entstanden, ist die historische Altstadt fast vollständig erhalten. Sehenswert sind die Gangolfskirche, das renovierte Alte Rathaus, das Wittauerhaus, die Pfarrkirche Mariä Himmelfahrt, die Fischmühle aus dem Jahr 1715, die Wallfahrtskirche St. Salvator, die Museumsscheune und das Kunst-Museum.

#### Bartholomäusspital

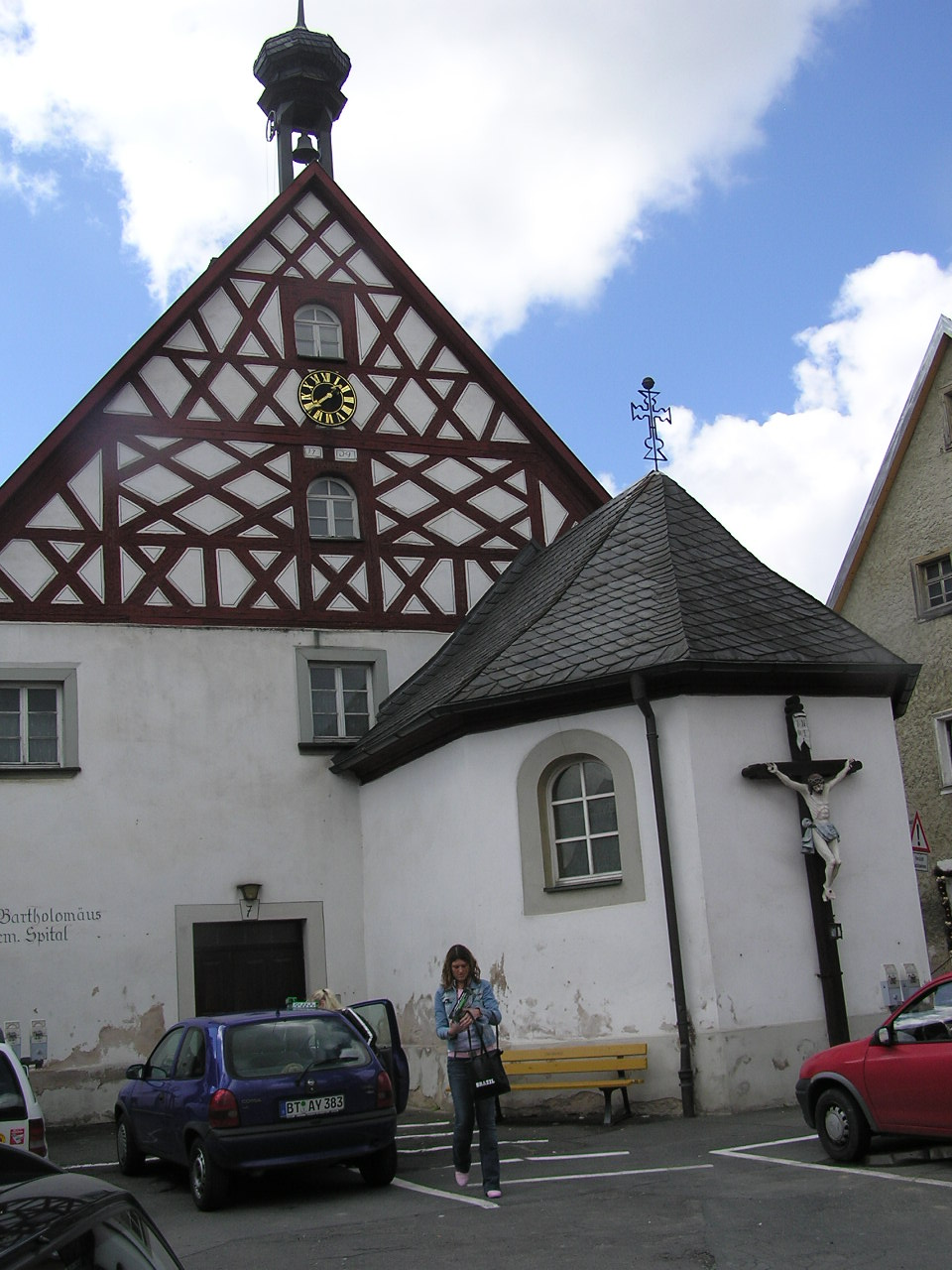
Bartholomäusspital

Die Kapelle des 1464 vom Regensburger Domherrn Werner von Aufseß gestifteten Spitals wurde 1709 errichtet. Im Innern befinden sich unter anderem eine barocke Kreuzgruppe, eine gotische Madonna und eine Skulptur des heiligen Otto.
Das Bartholomäusspital wurde von Werner von Aufseß für kranke und arme Leute gestiftet. Damals lag es noch außerhalb der Stadtmauer. Dem 1664 errichteten Bau wurde im Jahr 1709 die Kapelle angefügt. 1839 wählte der Hollfelder Bürgermeister Lorenz Schmötzer das Spital als Haupterben und verfügte, dass dort Personen aufgenommen werden, die einen guten Leumund haben, arm, alt oder nicht sesshaft sind.
Nach dem Ersten Weltkrieg waren in dem Gebäude Flüchtlinge einquartiert. Von 1935 bis 1978 wurde es als Kindergarten genutzt. Während der Renovierung des Altenheimes wurden die Bewohner im Spital untergebracht und nach einer Renovierung im Jahr 1978 diente der größte Raum als Sitzungssaal des Stadtrates. Auch das Fremdenverkehrsamt war vorübergehend dort untergebracht.
Das Bartholomäusspital wird nicht mehr genutzt und kann auch nicht besichtigt werden.

#### Blauer Turm

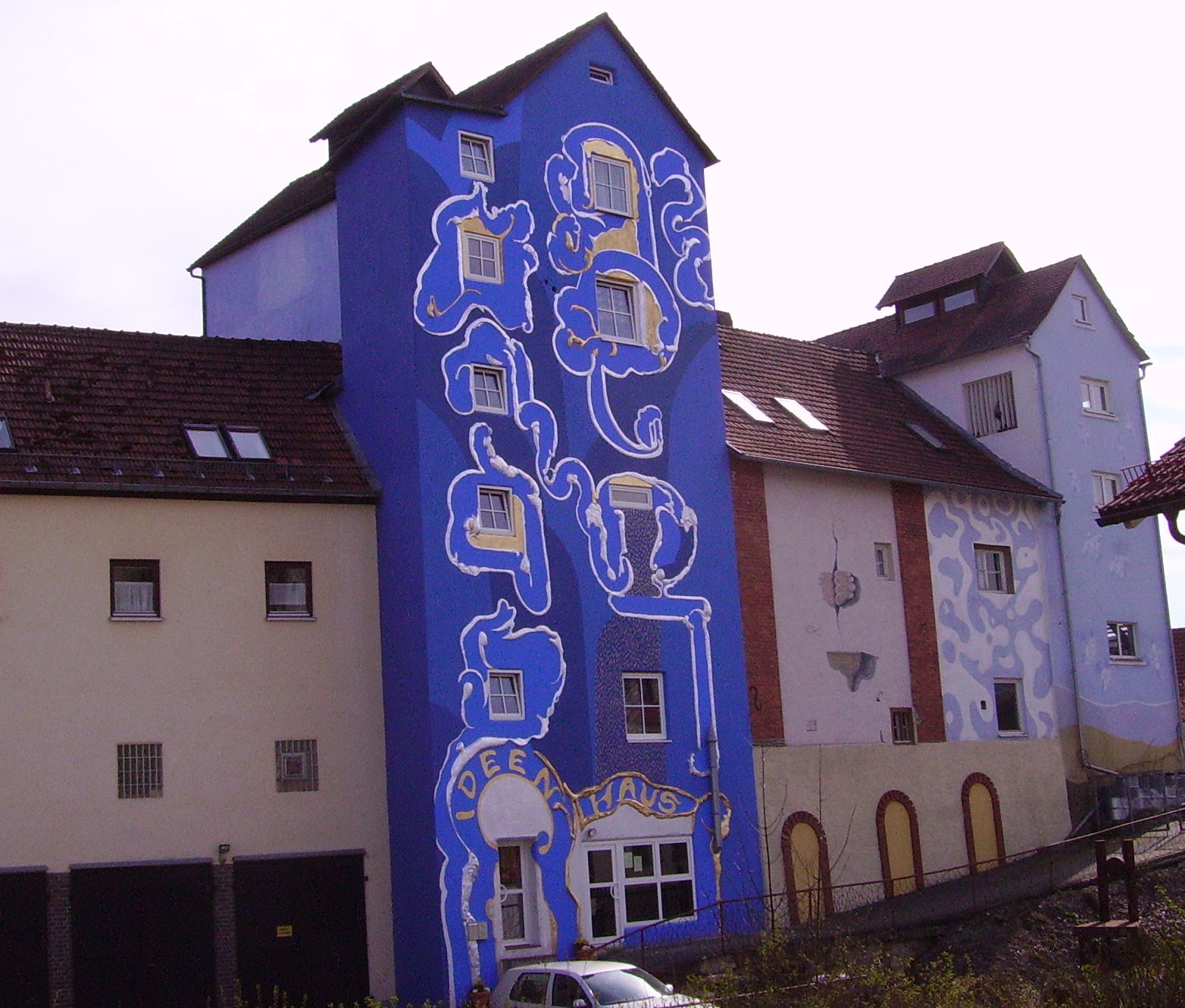
Blauer Turm

Der so genannte Blaue Turm bzw. das „Ideenhaus Hollfeld“ ist ein Wohnhaus mit Museum und Künstleratelier (Rückseite), das in den Jahren 2005/06 aus einem rohen Backsteinbau der Brauerei Weiße Taube vom Eckersdorfer Künstler Thomas Brix gestaltet wurde.
Während der Arbeiten entstand die Idee, das Gebäude nachts zu beleuchten, wobei die Stuckverzierungen in Gold und Silber glänzen. Die Illumination übernahmen Lichtdesigner der FH Coburg.

#### Museumsscheune
Die Museumsscheune Fränkische Schweiz ist in einem 1993 sanierten Gebäude in der Judengasse (Oberstadt) untergebracht und zeigt Exponate aus der Stadtgeschichte sowie Zeugnisse bäuerlicher Arbeitskultur und alter Handwerkstradition. Ausgestellt sind Pflüge, Eggen, Dreschflegel, Produkte von Wagnereien, Sattlereien, Töpfereien usw. Die Museumsscheune beherbergt auch einen Bienenschwarm, der durch eine Glasscheibe beobachtet werden kann. Einmal im Monat wird Bauernbrot gebacken.

#### Ideenhaus
Das Ideenhaus (Kunst & Museum) ist in dem weitläufigen Gebäude einer ehemaligen Brauerei (Rückseite des Blauen Turms) am Rand der Altstadt, Eiergasse 13, untergebracht. Neben einer Galerie und dem Künstleratelier von Axel Luther befinden sich in diesen Räumen auch eine Schneiderwerkstätte, ein Friseurladen und eine Zahnarztpraxis aus den 1920er Jahren sowie eine Sammlung alter Skier.

### Kirchen

#### Mariä Himmelfahrt

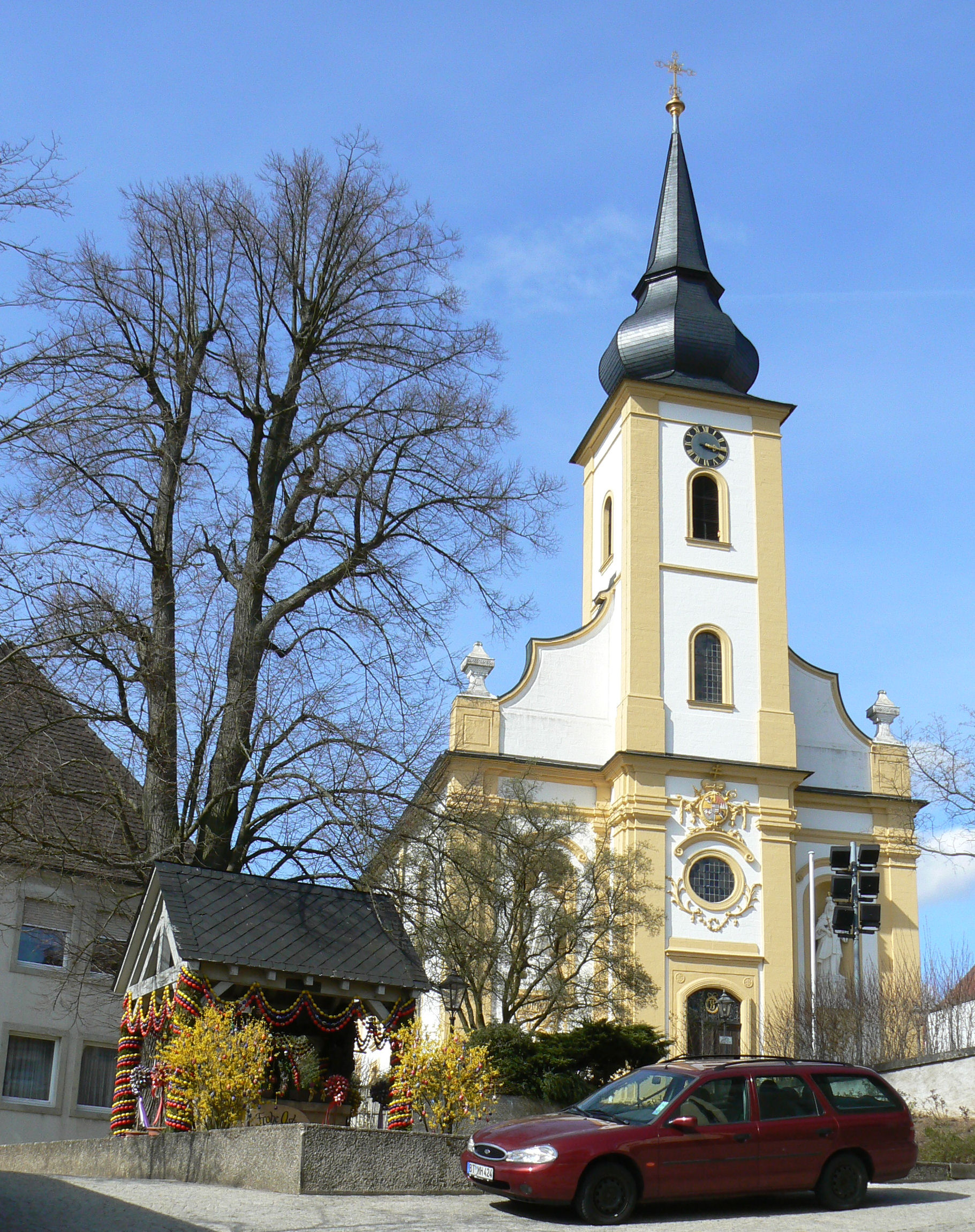
Pfarrkirche Mariä Himmelfahrt

Die frühklassizistische Pfarrkirche Mariä Himmelfahrt hat ihre barocke Innenausstattung aus der säkularisierten Dominikanerkirche in Bamberg erhalten. Sie wurde im Laufe der Jahrhunderte mehrmals zerstört. Nach dem großen Stadtbrand des Jahres 1724 wurde sie renoviert, doch verschlechterte sich ihr Zustand immer mehr, sodass im Jahr 1777 ein Neubau beschlossen wurde, der 1781 abgeschlossen war.
Ursprünglich sollte Fritz Ignaz Michael Neumann, der Sohn Balthasar Neumanns, den Neubau ausführen, doch der Hollfelder Gemeinderat verweigerte seine Zustimmung und übertrug ihn dem Bamberger Baumeister Johann Josef Vogel. Obwohl die Kirche bereits 1781 ihrer Bestimmung übergeben werden konnte, fand die feierliche Weihe erst im Jahr 1826 statt.
Das Hauptportal wird flankiert von überlebensgroßen Statuen der Bamberger Bistumsheiligen Heinrich und Kunigunde. Im Inneren fallen besonders der üppig ausgestattete Hauptaltar und die vier Seitenaltäre auf.

#### Gangolfskirche

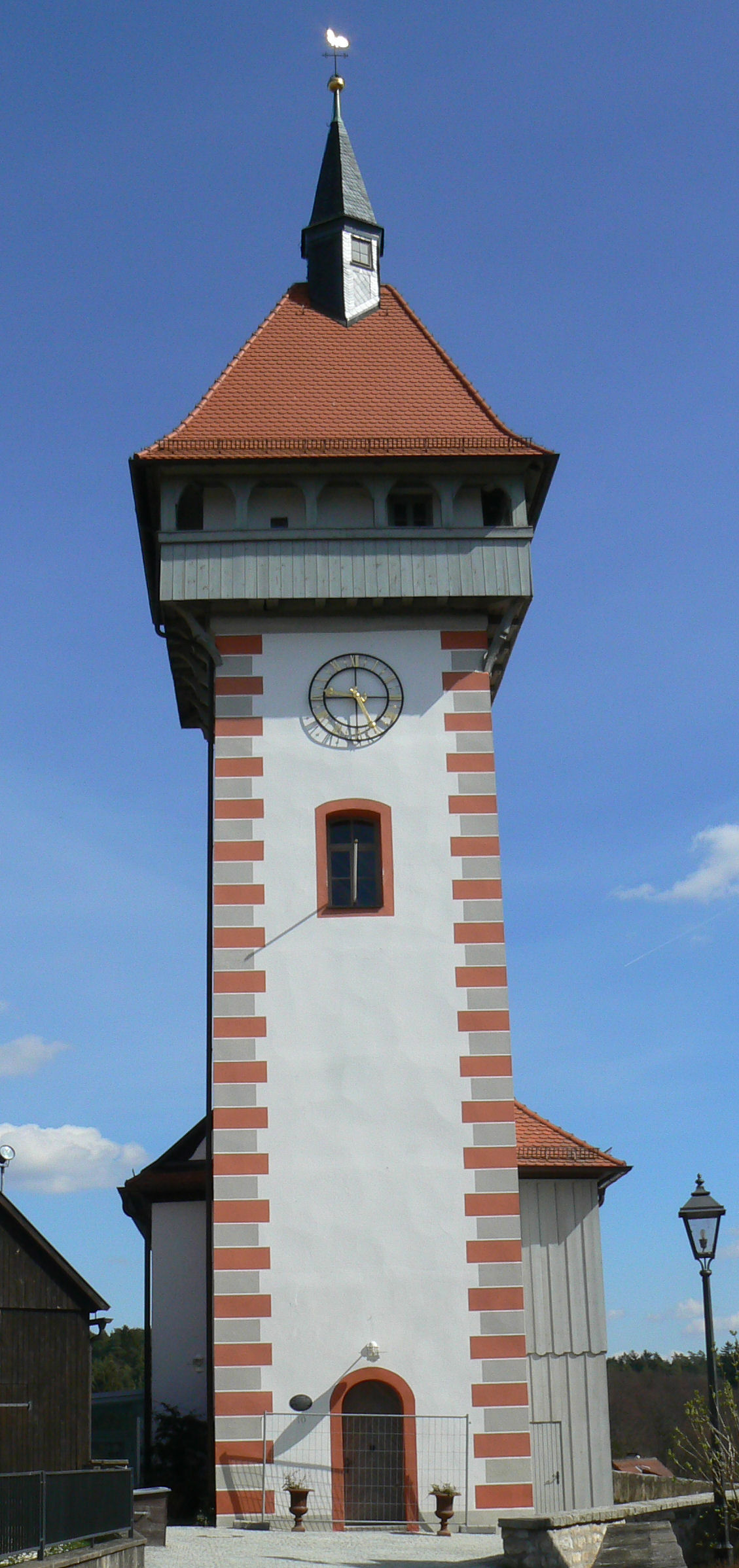
Gangolfsturm

Die Gangolfskirche steht am höchsten Punkt der Stadt Hollfeld. Sie geht auf die Bamberger Gangolfskirche zurück, deren Lehnsleute auf Stiftsgütern in der Unter- und Oberstadt von Hollfeld saßen.
Zu dieser Kirche erzählte man sich die Legende vom Irrglöcklein:
In einer Zeit, als die Gegend um Hollfeld noch von dichtem Wald umgeben war, machten die drei Töchter des Schlossherrn einen Ausflug an der Kainach und kamen immer tiefer in den Wald. Sie wurden von einem Gewitter überrascht und kauerten sich ängstlich aneinander. Als sich das Gewitter verzogen hatte, stellten sie fest, dass sie sich verirrt hatten.
Es wurde Nacht und als sie verzweifelt beteten, hörten sie eine Glocke. Sie folgten dem Klang und trafen auf ihren Vater, der mit Knechten ausgezogen war, um sie zu suchen. Aus Dankbarkeit für die Errettung seiner Kinder stiftete er für den Turm der Gangolfskirche eine Glocke, die später vom Volk als „Irrglöckchen“ bezeichnet wurde und verirrte Wanderer wieder auf den Weg führen sollte. Aus diesem Grund läutet das Glöcklein von Sankt Gangolf noch täglich abends um 21:45 Uhr.
In einem Zeitungsbericht aus dem Jahr 1937 wird von der Tätigkeit des Stadttürmers erzählt:

„Zu den Obliegenheiten des Turmwächters gehörten auch seine Mitwirkung bei allen musikalischen Gottesdiensten, die Besorgung der Kirchenmusik, das tägliche Richten der Turmuhr, das Signalgeben bei Feuersbrünsten, das dreimalige Gebetläuten im Tag. Außerdem mußte er alle Sonn- und Feiertag mit mehreren Personen auf dem Turm einige Stücke blasen. Entdeckte er außerhalb der Stadt im Amtsbezirk Hollfeld Feuerschein, dann mußte er mit dem im Turm angebrachten Doppelhaken zweimal schießen. Das abendliche Gebetläuten wird bekanntlich auf die Sage mit den drei verirrten Jungfrauen zurückgeführt; dafür erhält der Türmer jährlich 10,80 M, um 4,20 M weniger als der vorherige Türmer Rößner erhielt. Als Läutzeiten sind angesetzt: morgens 5 Uhr, vormittags ¾ 7 Uhr, mittags 12 Uhr, abends 8 Uhr und nachts 10 Uhr.“

Der mittelalterliche Befestigungsturm ist das Wahrzeichen Hollfelds. Er ist 38 Meter hoch und hat 98 Treppenstufen. Der letzte Türmer verstarb am 30. Dezember 1971 im Alter von 61 Jahren in der Türmerwohnung, nachdem er über 20 Jahre dort seinen Dienst versehen hatte. Seitdem steht die Türmerwohnung leer. Bis zur Sanierung des Turmes im Jahr 1975 wurde auch die Glocke nicht mehr geläutet. Erst das Anbringen einer elektrischen Läuteanlage ermöglichte es, das Läuten des Irrglöckchens wieder zu beleben. In dem Gebäude ist das Kunst- und Kulturzentrum St. Gangolf untergebracht.

#### Salvatorkirche

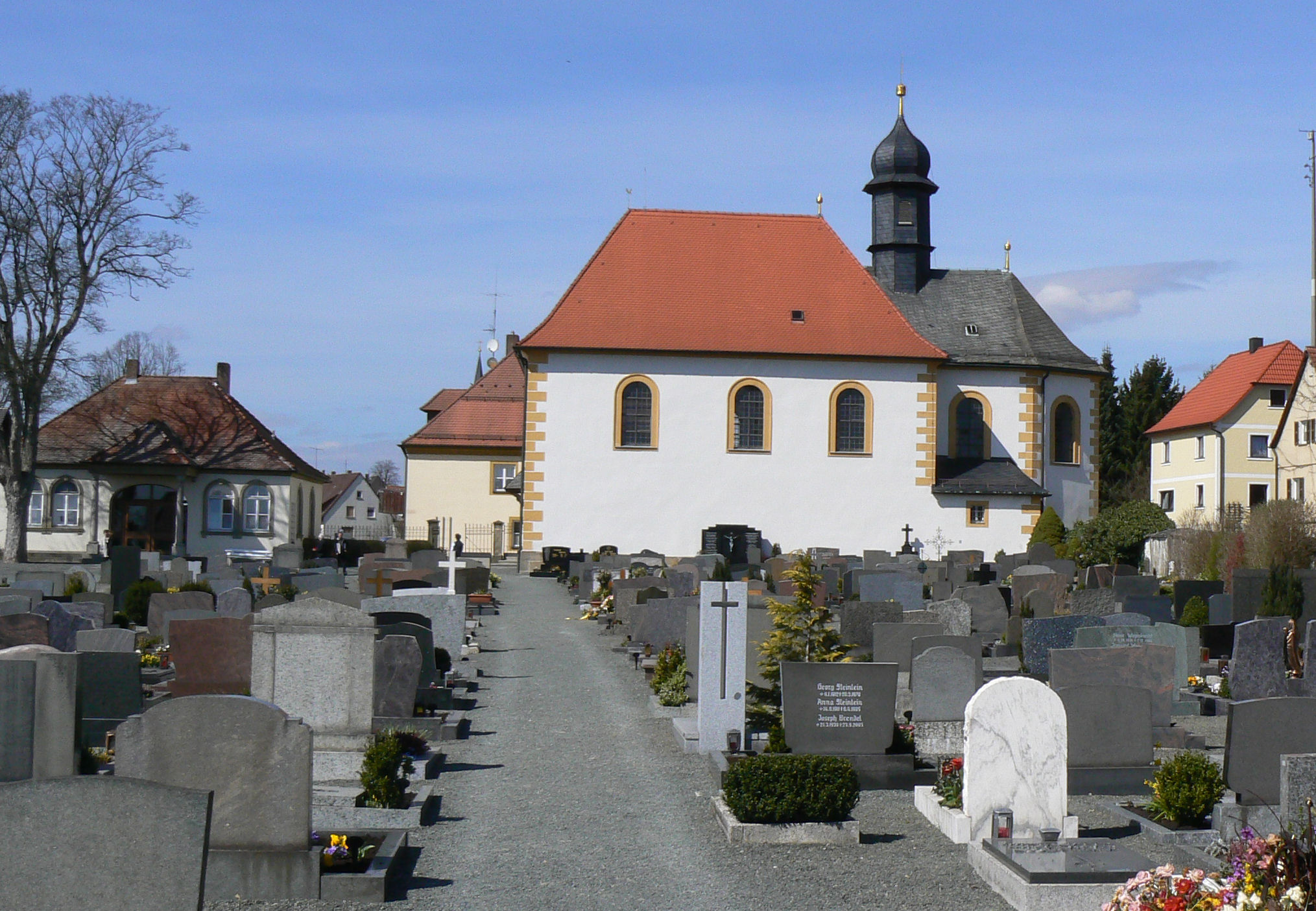
Salvatorkirche

Die Geschichte der Hollfelder Salvatorkirche reicht bis ins frühe Mittelalter zurück. Damals gehörte der Ort noch zur Urpfarre Königsfeld und zum Bistum Würzburg. Eine eigene Hollfelder Pfarrei wurde im Jahr 1007 gegründet. Die heutige Wallfahrtskirche wurde im Jahr 1704 unter dem Architekten Leonhard Dientzenhofer erbaut.
Einer Legende zufolge ruhte sich ein wandernder Slawe hungrig und durstig unter einer Eiche aus, die an der Stelle der heutigen Kirche stand. Er hörte aus der Stadt fröhliche Musik, denn in Hollfeld wurde gerade Kirchweih gefeiert. Die Fröhlichkeit in der Stadt und seine eigene Armut gingen ihm so zu Herzen, dass er über sein Schicksal klagte. Da erschien ihm Christus mit Kreuz und Dornenkrone und sprach zu ihm:
„Du beklagst dich über dein Kreuz und glaubst es sei schwer. Siehe! Ich trage deinetwegen nun schon lange mein Kreuz. Trage das deinige mit Geduld, denn ich nehme dich bald zu mir.“
Nach diesen Worten verschwand die Erscheinung und der Mann stellte fest, dass es Christus selbst war. Er eilte in die Stadt und erzählte, was er erlebt hatte.
Fromme Leute bauten auf dem Platz eine Kapelle und die Nachricht von vielen Gebetserhörungen verbreitete sich, sodass bald viele Wallfahrer zu dieser Kirche pilgerten. Die Wallfahrt zur Hollfelder Salvatorkirche (lateinisch: Salvator = Erlöser) ist heute die einzige Salvatorwallfahrt im Erzbistum Bamberg.

### Historische Altstadt

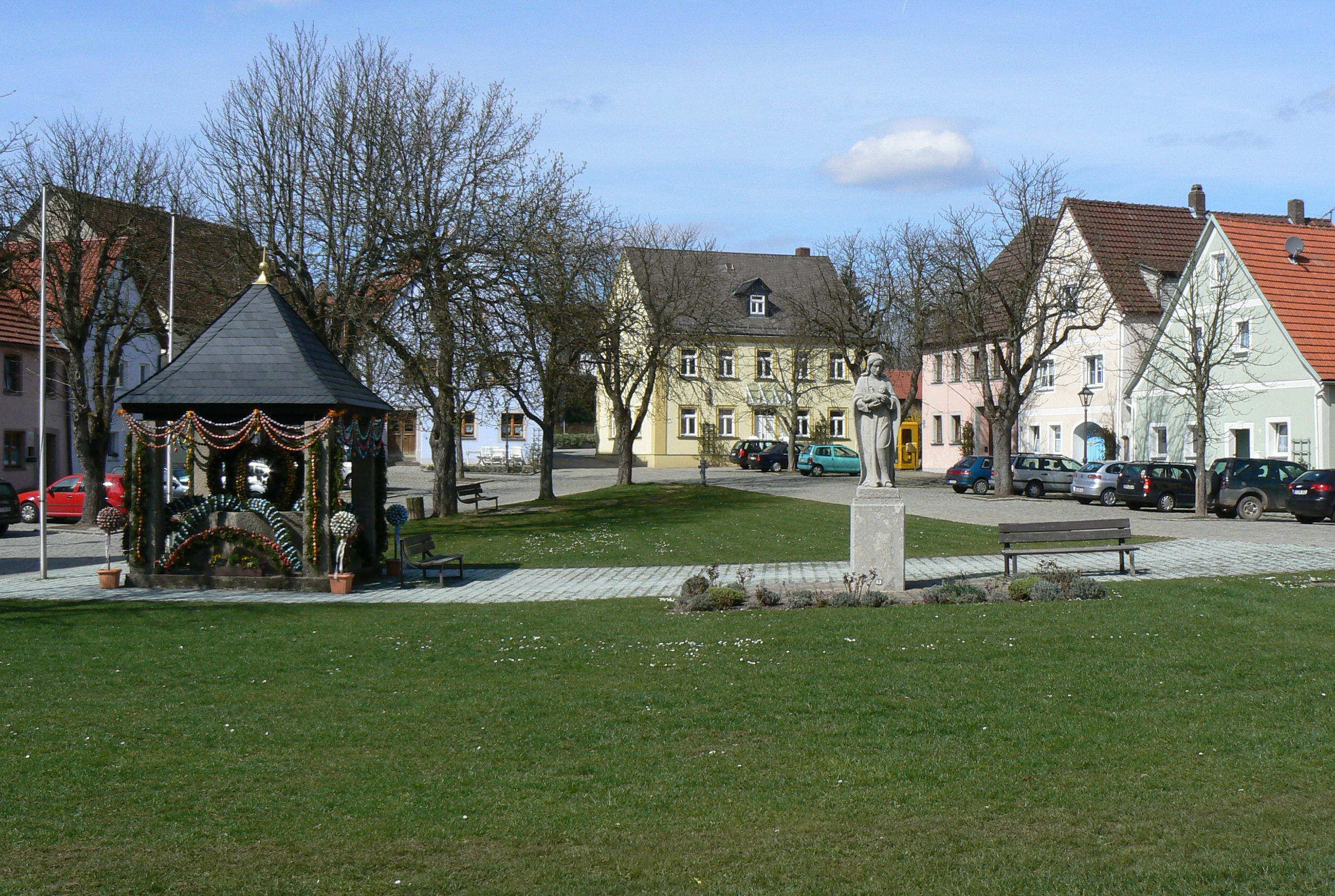
Marienplatz mit Ziehbrunnen und Marienstatue

Kern der historischen Altstadt ist der Marienplatz auf einer Anhöhe über der Stadt. Vor dem Oberen Tor steht die barocke Nepomuk-Kapelle aus dem Jahr 1734.
Auf dem Marktplatz, dem Marienplatz, wurden in vergangenen Jahrhunderten Viehmärkte und Jahrmärkte abgehalten. Heute finden hier ein Bauernmarkt, der Palmmarkt, der Herbstmarkt und der Weihnachtsmarkt statt.
In der Mitte des Marienplatzes befindet sich ein 38 Meter tiefer Ziehbrunnen, der bereits im Jahr 1435 erwähnt wurde. Der Sage nach wurde dieser Brunnen von Kriegsgefangenen gegraben. Im 17. Jahrhundert wurde der Brunnen zugeschüttet und erst im Jahr 1856 wieder geöffnet, doch bald darauf wieder zugemauert. In seiner jetzigen Form wurde er erst im Jahr 1936 wieder aufgebaut.

### Terrassengärten

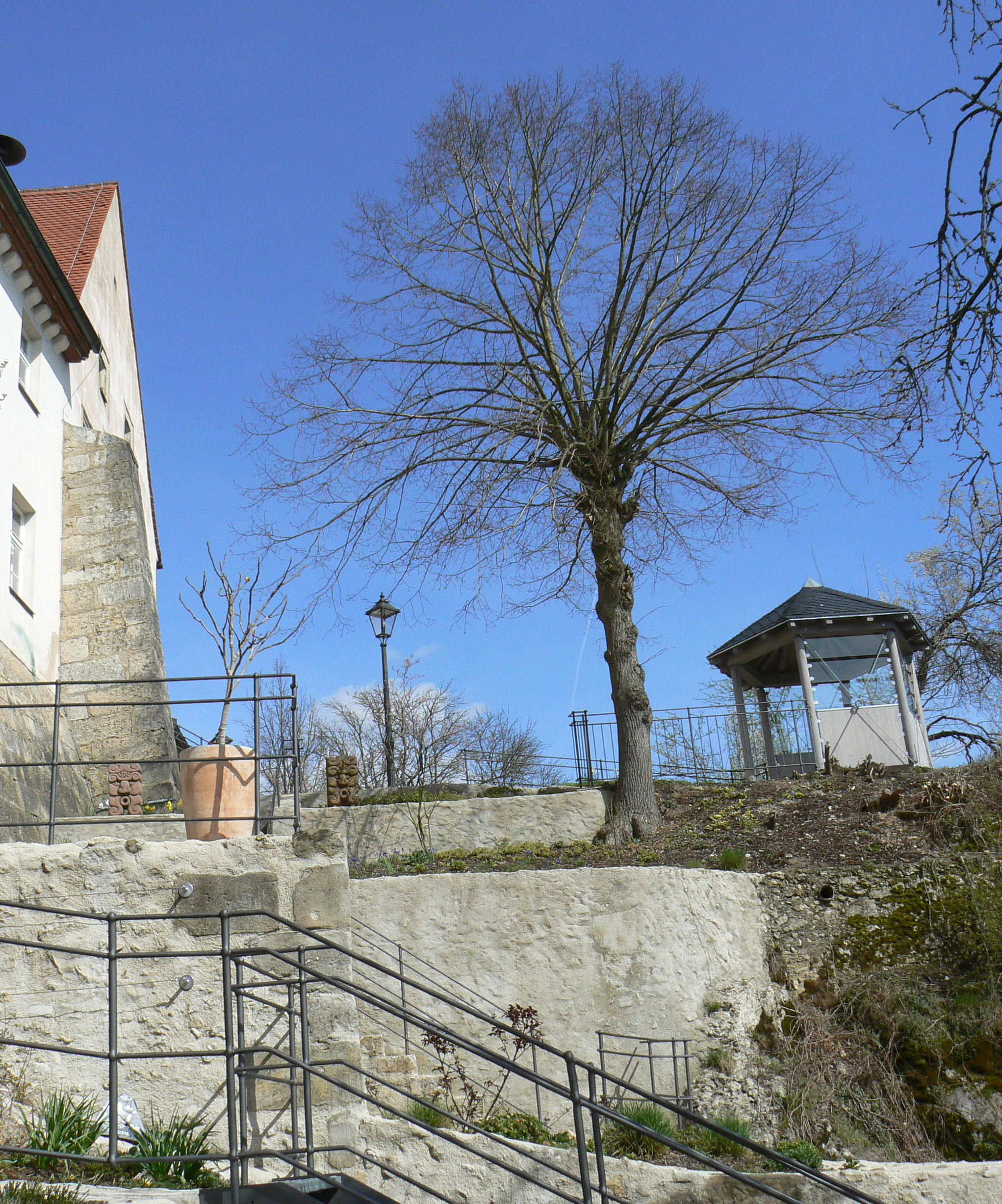
Terrassengärten

Die Terrassengärten sind eine Gartenanlage an den südlichen Steilhängen der Altstadt mit seltenen Pflanzen, darunter mehrere heimische Orchideenarten. Dort werden im Sommer die Hollfelder Rosen-, Kunst- & Gartentage abgehalten.

### Kulturelle Einrichtungen

#### Kino

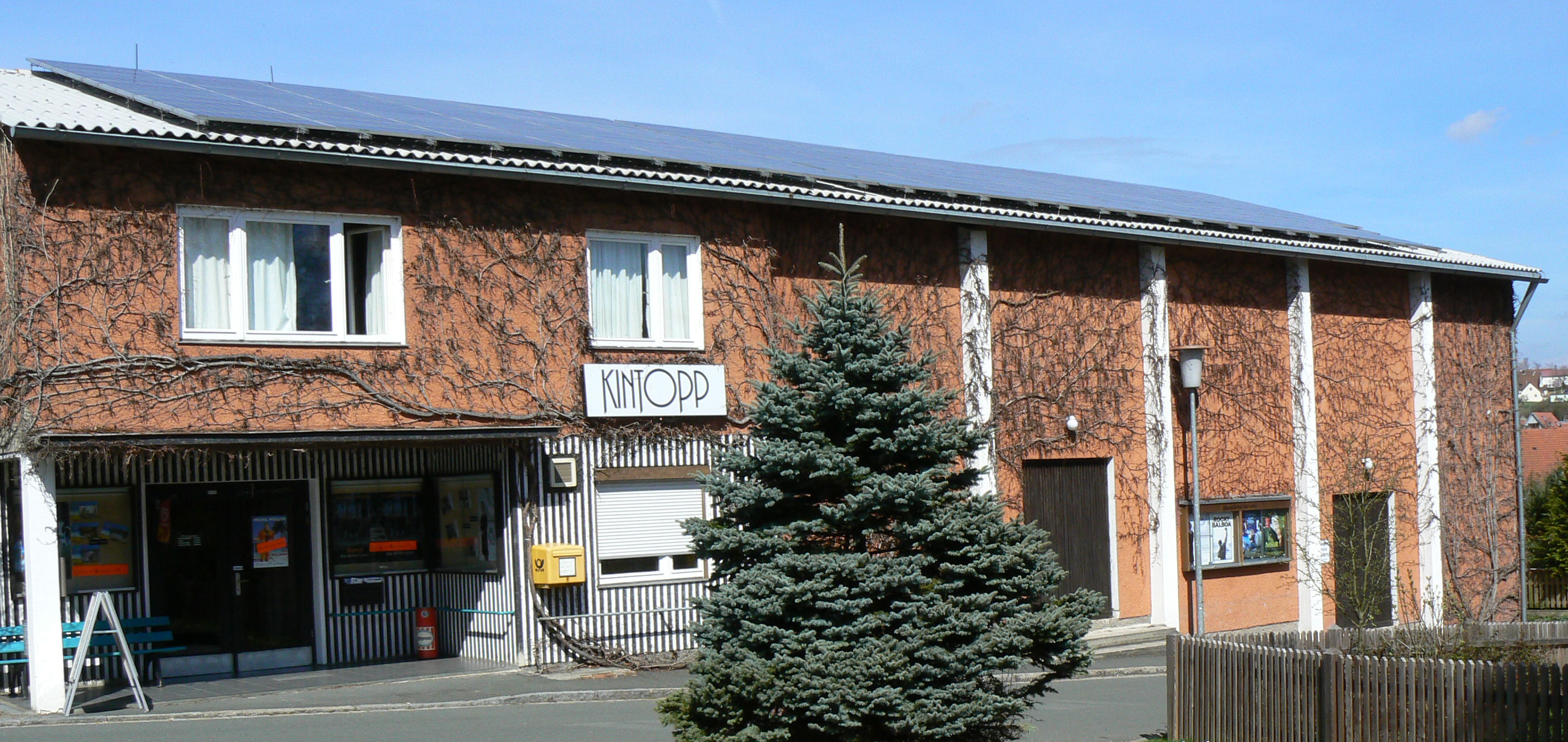
Kintopp

Das Kintopp Filmtheater Hollfeld ist das einzige Programmkino in der Fränkischen Schweiz. Das Kino wurde von der ehemaligen Filmjournalistin Ursula Scheicher, nachdem es vier Jahre lang als unwirtschaftlich leer gestanden hatte, 1982 erworben und bis Ende 2011 betrieben. Für die folgenden zwei Jahre hat ein Unternehmer aus Neuhaus das Kintopp übernommen.
Seit dem 1. Januar 2014 ist der gemeinnützige Verein Kintopp Freunde Hollfeld e. V. Betreiber des Kinos.

#### Fränkischer Theatersommer
Im Jahre 1994 gründeten der Bildhauer Wolfgang Pietschmann und der Schauspieler Jan Burdinski in Hollfeld eine wandernde Freilichtbühne mit dem Ziel, in den Sommermonaten Theaterkultur aufs Land zu bringen. Inhaltliche Schwerpunkte sollten musikalisch-literarische Programme, Kabarett, Kindertheater und insbesondere die europäische Komödie bilden. Nach zwei erfolgreichen Spielzeiten wurde im Winterhalbjahr 1995/1996 der gemeinnützige Verein Theatersommer Fränkische Schweiz e. V. aus der Taufe gehoben. Als Sitz des Vereins und damit des Theaters wurde die Stadt Hollfeld bestimmt.
Im Laufe der Jahre hat der Theatersommer die Anzahl seiner Spielorte und das inhaltliche Programm erheblich erweitert. So finden jährlich zwischen 170 und 220 Veranstaltungen in über 75 Orten statt. Die Fränkische Schweiz bildet zwar noch immer das Kerngebiet der Aufführungen, jedoch spielt das Ensemble inzwischen auch in Mittel- und Unterfranken sowie in der Oberpfalz. Castell, Neumarkt in der Oberpfalz, Marktredwitz, Hof, Schwarzenbach und Rödental sind die weitesten Ziele des Thespis-Karrens. Im Jahre 2007 änderte der Verein seinen Namen in Fränkischer Theatersommer e. V. und wurde offiziell zur Landesbühne Oberfranken. Der Fränkische Theatersommer hat ein abwechslungsreiches und anspruchsvolles Kulturangebot im ländlichen Raum, mit Schauspiel, Komödie, Kammerspiel, Musik, Kabarett, kulinarischem Theater, Kindertheater und Theaterpädagogik.

### Vereine
- Der größte Sportverein ist der ASV Hollfeld, dessen erste Fußballmannschaft den Durchmarsch von der Kreisklasse bis in die Bayernliga Nord schaffte.
- Daneben gibt es den SC Gesamtschule, dessen 400 Mitglieder vorwiegend Basketball, Volleyball und Nordic Walking betreiben.

Weitere Sportvereine sind:
- Schachclub 1960 Hollfeld
- Dartphantoms Hollfeld
- Tennisclub Hollfeld
- Schützengesellschaft von 1891

Im kulturellen Bereich hat sich die Jugendblaskapelle Hollfeld hervorgetan, die mit Erfolg an überregionalen Wettbewerben teilnimmt.

## Wirtschaft und Infrastruktur

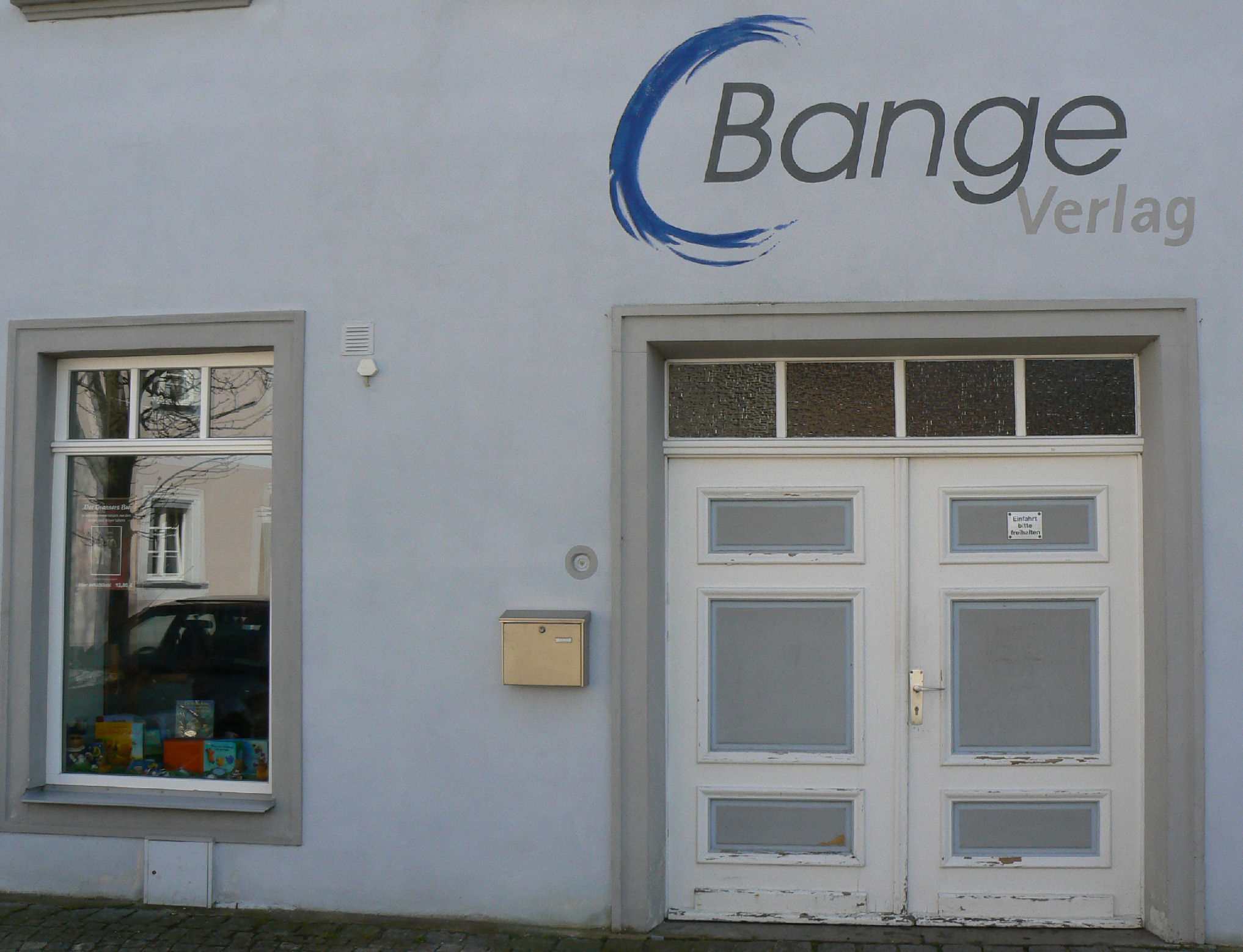
Gebäude des C. Bange Verlags

Neben der üblichen Grundversorgung gibt es mehrere Omnibusunternehmen und ein Kino. Der C. Bange Verlag, der überregional (besonders in Schulen) durch die Herausgabe der Kleinen Übersetzungsbibliothek römischer und griechischer Klassiker bekannt ist, und die Futterfreund GmbH haben ihren Hauptsitz am Ort.

### Gesamtschule Hollfeld

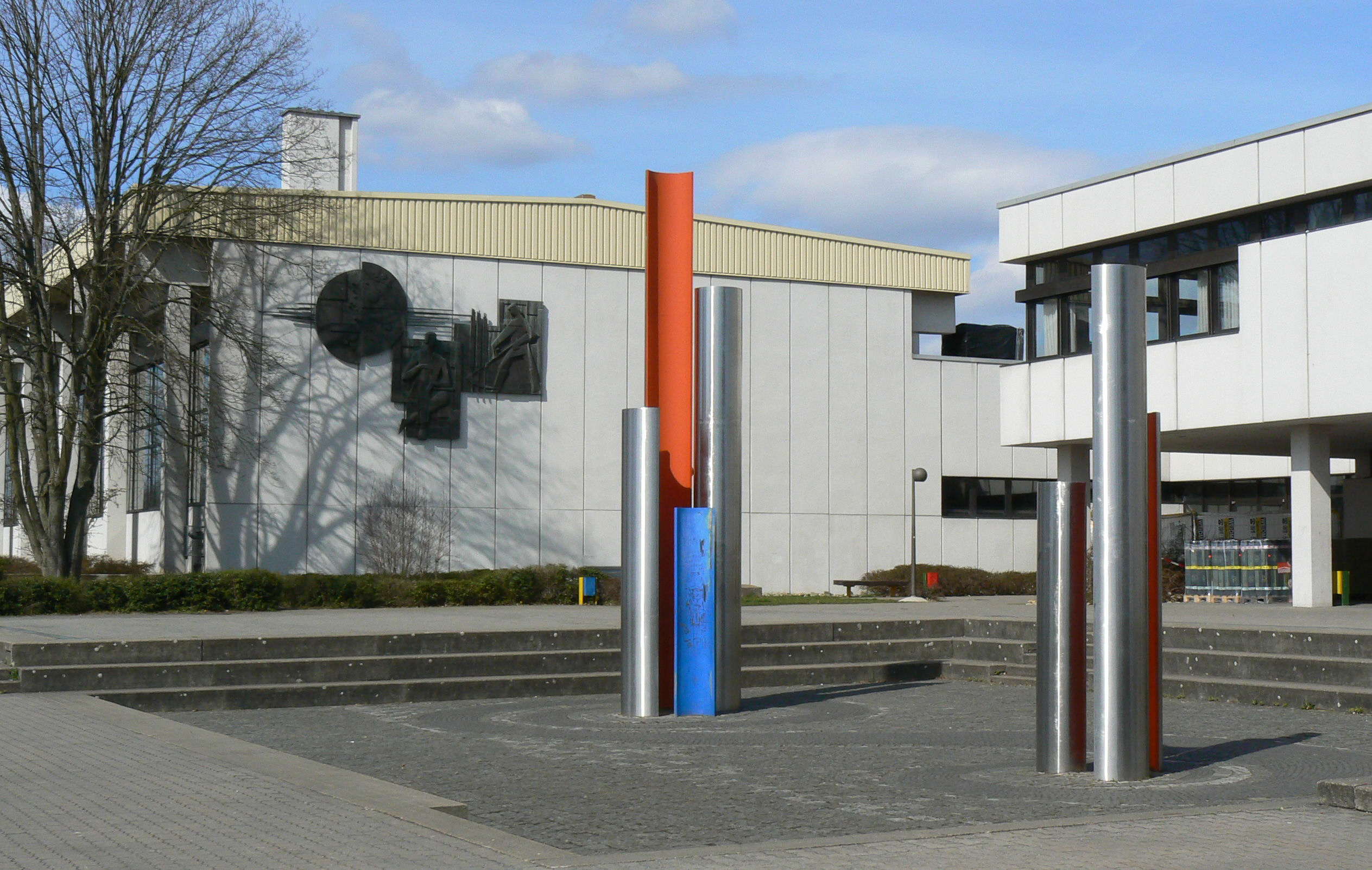
Gesamtschule Hollfeld

Die Staatliche Gesamtschule Hollfeld (GSH) ist eine Schule der besonderen Art (gemäß Art. 126 Abs. 2 BayEUG) und eine von insgesamt vier Gesamtschulen im Bundesland Bayern. Die anderen bayerischen Gesamtschulen befinden sich in Treuchtlingen (Senefelder-Schule), München (Willy-Brandt-Gesamtschule) und Nürnberg (Wilhelm-Löhe-Schule).
Im Jahr 1970 stellte die Regierung von Oberfranken den Antrag zur Gründung der Schule, im Januar 1971 gab der bayerische Kultusminister Hans Maier per Unterschrift den Weg frei. Anlässlich des fünfzigjährigen Bestehens erklärte die Schulleiterin Christine Betz im März 2023, die Schule habe nicht nur durch die Orientierungsstufe in den fünften und sechsten Klassen eine Vorreiterrolle inne. Auch sonst verstehe sie sich als Brückenbauer, wozu gehöre, die digitale mit der analogen Welt zu verbinden. Der Vertreter des Kultusministeriums verwies darauf, dass der Begriff „Gesamtschule“ in Bayern juristisch nicht existiere und sie daher zu den „Schulen der besonderen Art“ zähle. Sie sei eine Art „Orchidee des bayerischen Bildungswesens“, selten und schützenswert. Der langjährige, 2006 aus dem Amt geschiedene Schulleiter Bernd Hoffmann befand, die Gegner des Konzepts Gesamtschule seien bei ihrer Haltung geblieben. Die Grundidee, Schüler je nach ihren „tatsächlichen Begabungen“ zu einem erfolgreichen Schulabschluss zu führen, habe sich aber nicht verändert. Er kritisierte die übliche Selektion von Kindern nach der vierten Klasse: Die Orientierungsstufe solle auch in Zukunft als „zwei Beobachtungsjahre“ der Schlüssel für die weitere Schullaufbahn eines Kindes sein, weil darauf der Erfolg dieses pädagogischen Konzepts beruhe.
Im Schuljahr 2011/2012 besuchten ca. 1160 Schüler die Staatliche Gesamtschule Hollfeld. Sie kommen aus einem Einzugsbereich von etwas mehr als zwanzig Kilometern um die Stadt. Es gibt folgende Abschlussmöglichkeiten:
- Hauptschulabschluss
- Qualifizierender Hauptschulabschluss
- Mittlere Reife
- Abitur

In den Jahrgängen 5 und 6 werden die Schüler noch nicht nach Schularten aufgeteilt. Erst ab der Jahrgangsstufe 7 werden sie dem Hauptschul-, dem Realschul- oder dem Gymnasialzug zugeteilt.

### Verkehr

#### Schienenverkehr

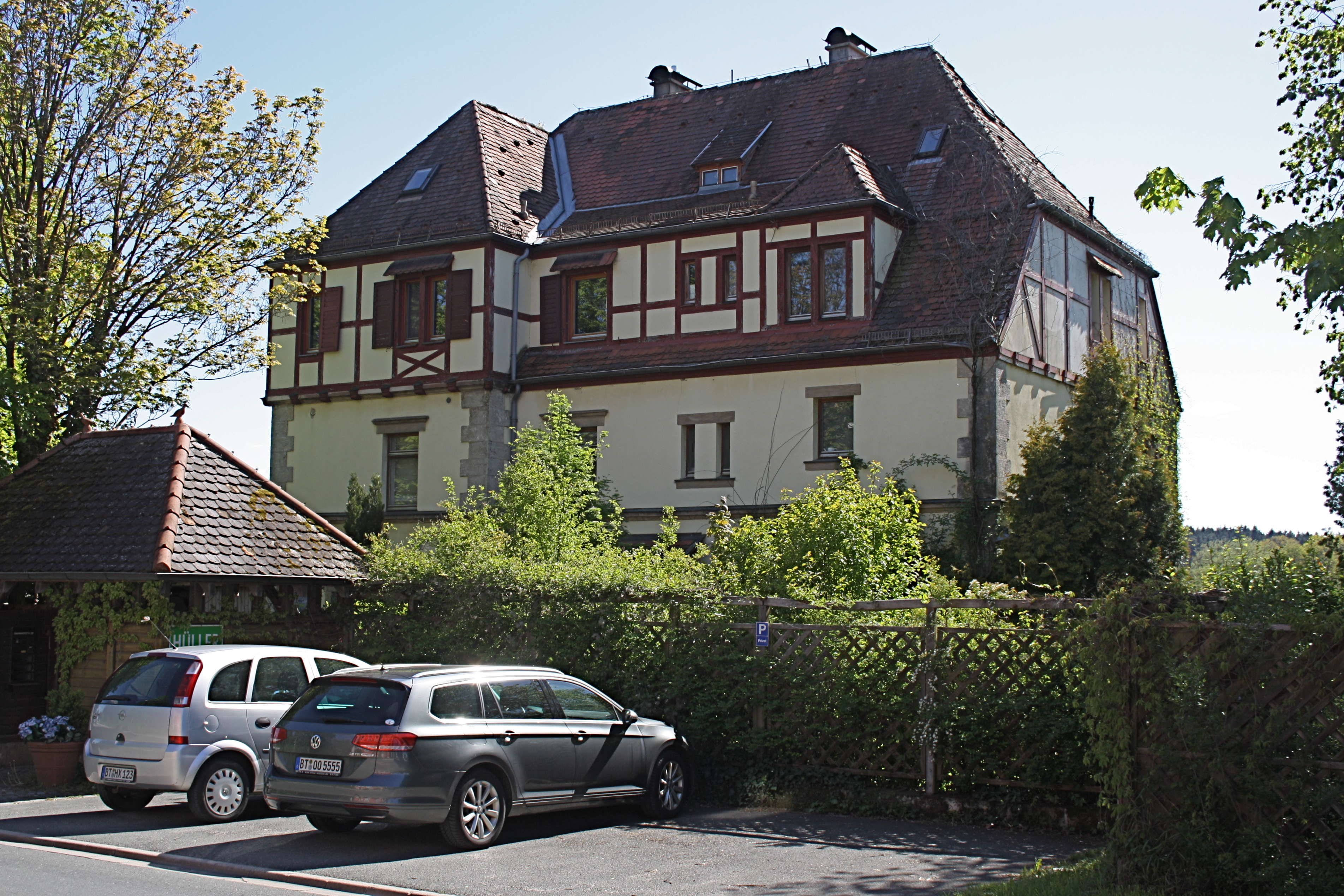
Ehemaliges Empfangsgebäude des Bahnhofs

Von 1904 bis 1974 war Hollfeld Endbahnhof der Bahnstrecke Bayreuth–Hollfeld. Eine geplante Zugverbindung zwischen Scheßlitz und Hollfeld wurde im Jahr 1906 nach umfangreichen Vorarbeiten wieder eingestellt, da beide Orte aus politischen Gründen das Projekt scheitern ließen. Der Grund waren aber nicht die hohen Baukosten (zwei Millionen Mark), sondern dass beide Städte den lukrativen Status von Endstationen bevorzugten.
Vier der diskutierten Varianten, eine Bahnlinie auf den Fränkischen Jura zu führen waren:
1. über Würgau und Königsfeld (Baukosten 1,89 Millionen Mark)
2. durch das Burglesauer Tal über Steinfeld und Königsfeld (2,125 Millionen Mark)
3. von Memmelsdorf über Litzendorf, Tiefenellern und Königsfeld (2,170 Millionen Mark)
4. von Gundelsheim über Melkendorf, Herzogenreuth und Königsfeld (Baukosten 2,77 Millionen Mark)

Die von den Planern bevorzugte Linie wäre von Scheßlitz in Richtung Würgau verlaufen, hätte dann am Schlappenreuther Berg in den Jura hochgeführt. Durch das Burglesauer Tal wäre die Bahn dann über Gräfenhäusling nach Steinfeld gelangt, um schließlich durch die Täler von Wiesent und Aufseß über Königsfeld die Stadt Hollfeld zu erreichen.
Nach 1918 wurden die Bemühungen zum Bau der Jurabahn wieder aufgenommen. Doch 1920 gab das Reichsverkehrsministerium bekannt, dass angesichts der schlechten Wirtschaftslage von der Ausführung neuer Bahnstrecken zunächst abgesehen werden müsse. Im Jahr 1930 wurde schließlich eine Postbus-Linie von Bamberg über Scheßlitz und Hollfeld nach Bayreuth eröffnet.

#### Straßenverkehr

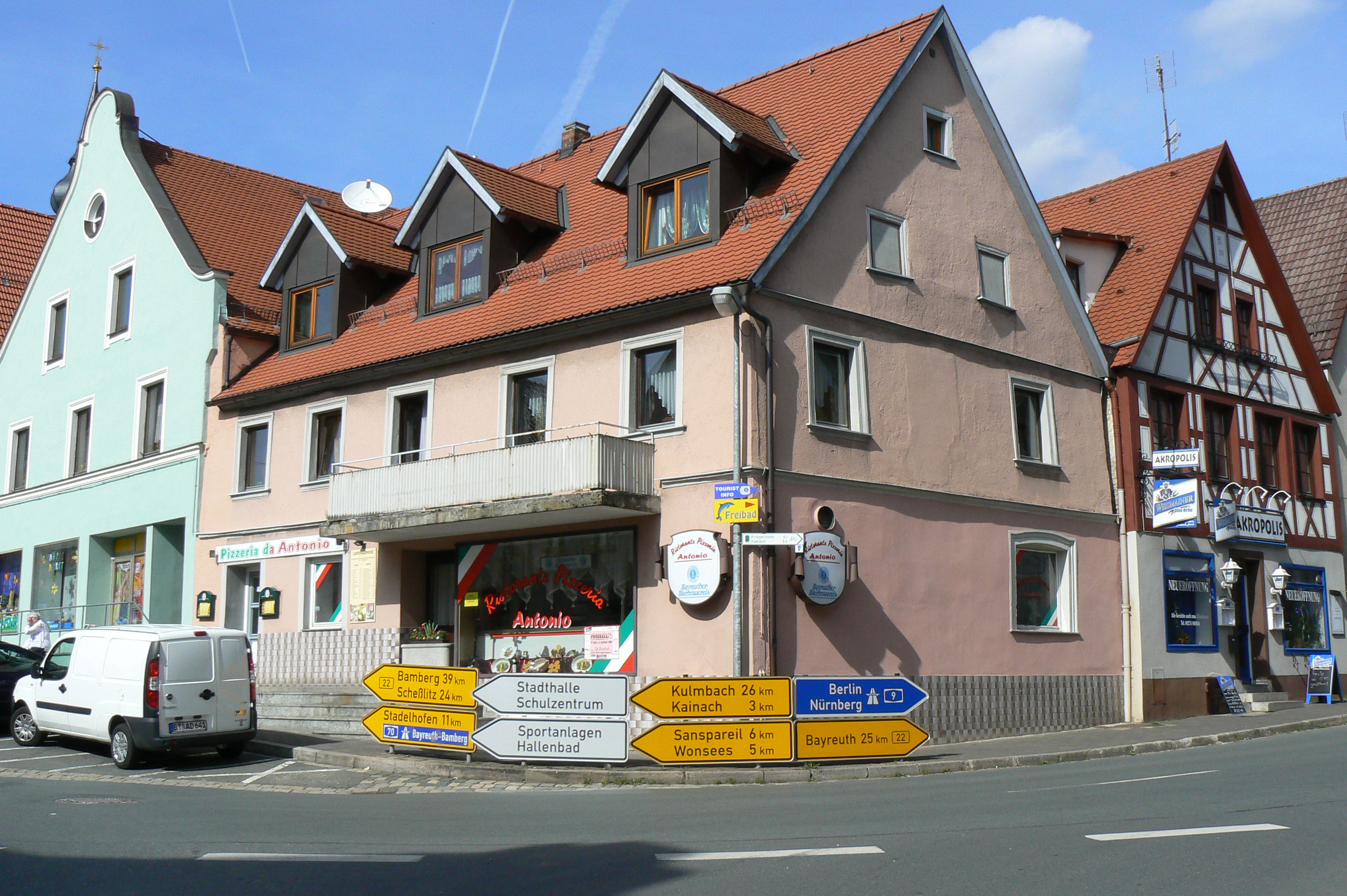
B 22 in Hollfeld

Hollfeld liegt an der viel befahrenen Bundesstraße 22, die von Würzburg über Bamberg und Bayreuth nach Cham in der Oberpfalz führt.
Die Entfernung zur nächsten Autobahnausfahrt (A 70 Bayreuth-Schweinfurt) beträgt zehn Kilometer. Der nächste Flughafen Nürnberg ist 90 Kilometer entfernt. Zum Hafen Bamberg sind es 35 Kilometer. Von der Kreisstadt Bayreuth ist Hollfeld 25 Kilometer entfernt.

#### Wanderwege
Durch Hollfeld verläuft der Fränkische Marienweg.

### Wasserversorgung
Die Hollfelder Mulde hat eine Grundwassermächtigkeit von bis zu 150 Metern und wird über Aufseß und Wiesent entwässert. Sie hat ein Einzugsgebiet von etwa 200 Quadratkilometern und einen geschätzten Wasserinhalt von einer Milliarde Kubikmeter, von denen zurzeit (2007) etwa eine Million im Jahr genutzt werden.

## Persönlichkeiten

### Hier geboren
- Johannes V. Dressel († 1637), Abt des Zisterzienserklosters Ebrach
- Clemens Adams (1891–1962), Politiker
- Fanny Lang (1884–1944), römisch-katholische Märtyrerin
- Ferdinand Vögele (1896–nach 1945) leitete während des Zweiten Weltkriegs die Chiffrierstelle der deutschen Luftwaffe.
- Paul Dorn (1901–1959), Geologe und Hochschullehrer

### Persönlichkeiten mit Verbindung zur Stadt
- Ursula Scheicher, Fernsehjournalistin und Gründerin des mehrfach ausgezeichneten Hollfelder Programmkinos Kintopp[26]

### Ehrenbürger
- Elmar Maria Kredel (1922–2008), Erzbischof der Erzdiözese Bamberg von 1977 bis 1994

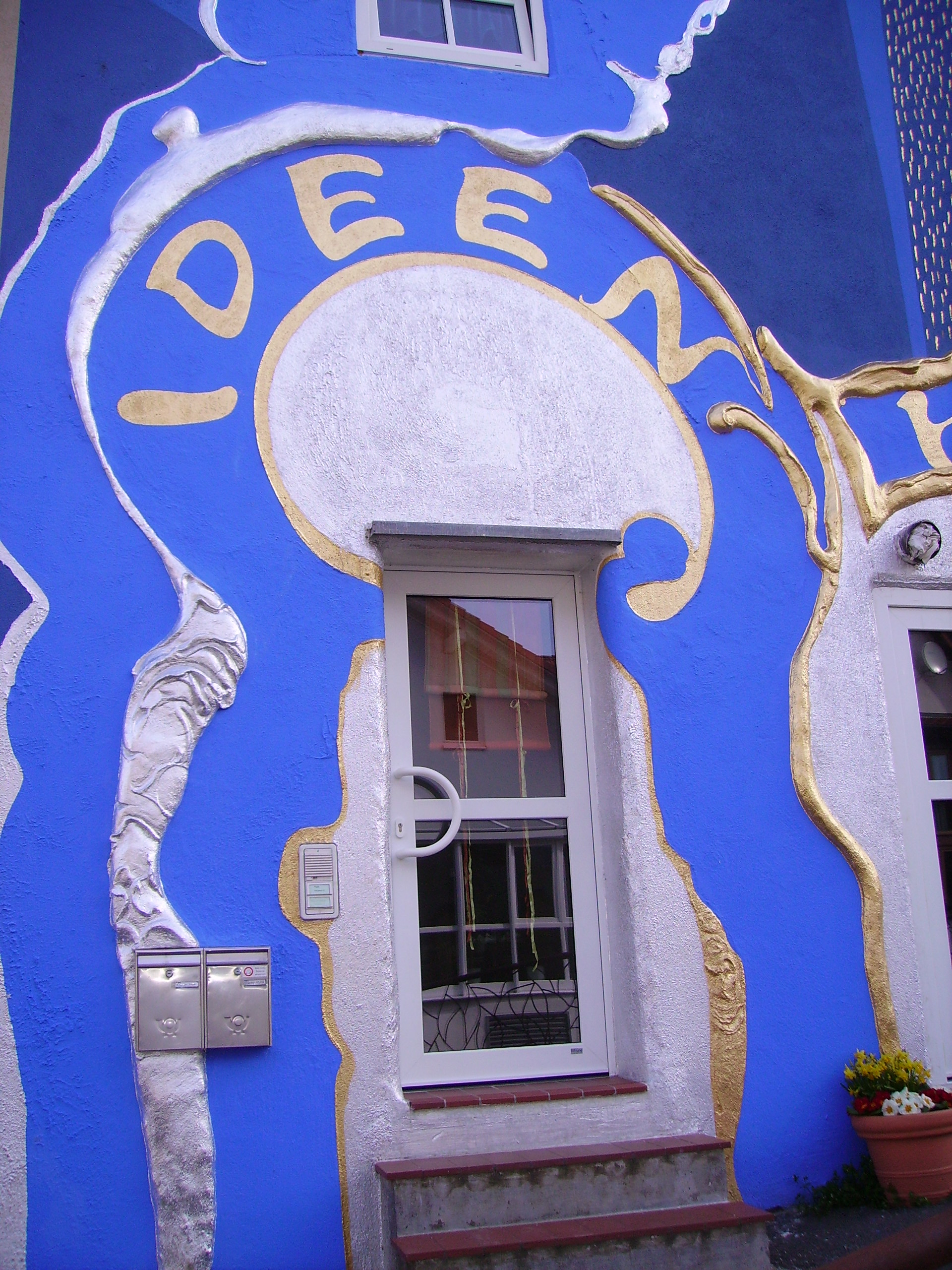
Eingang zum Ideen-Haus
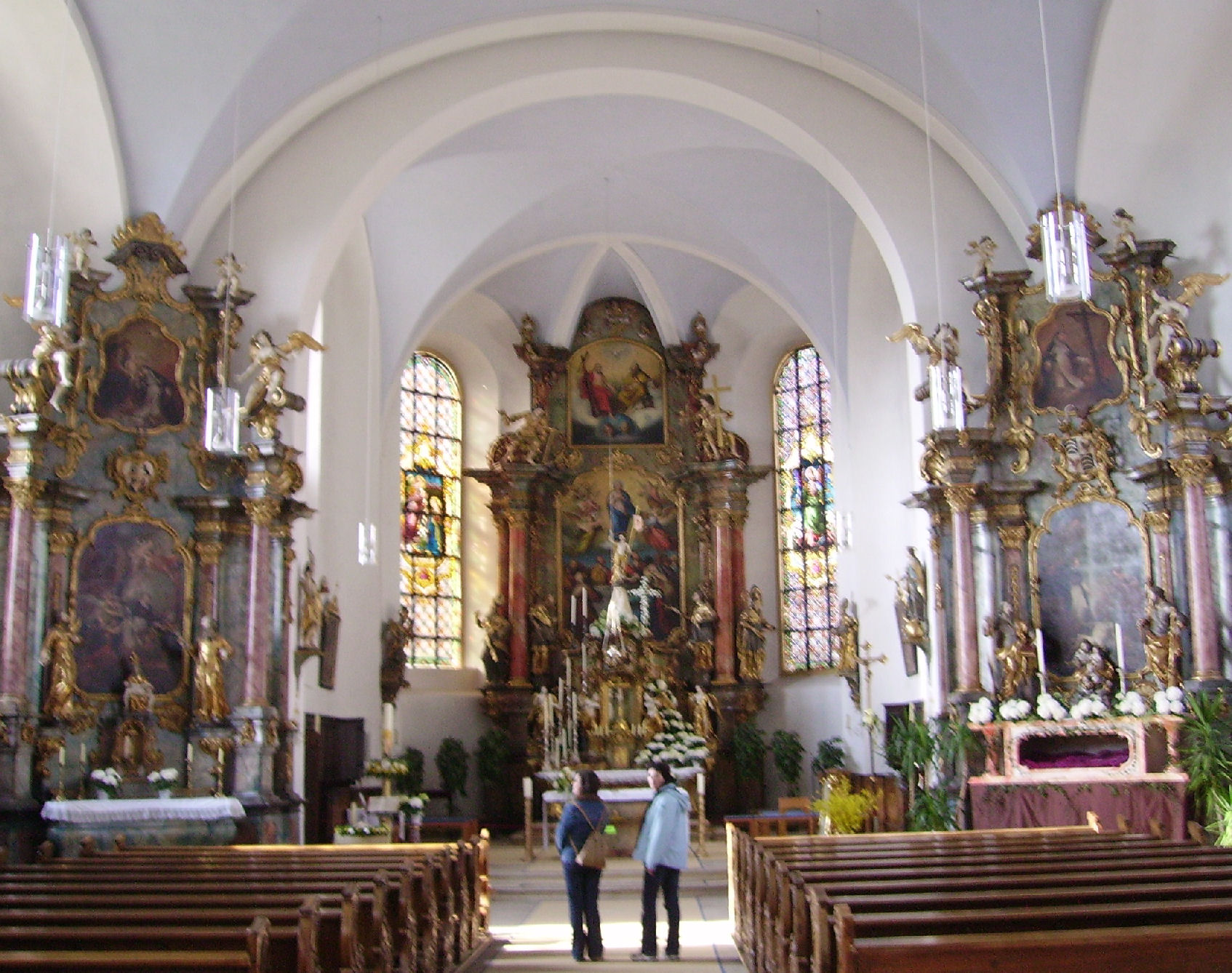
Katholische Pfarrkirche Mariä Himmelfahrt
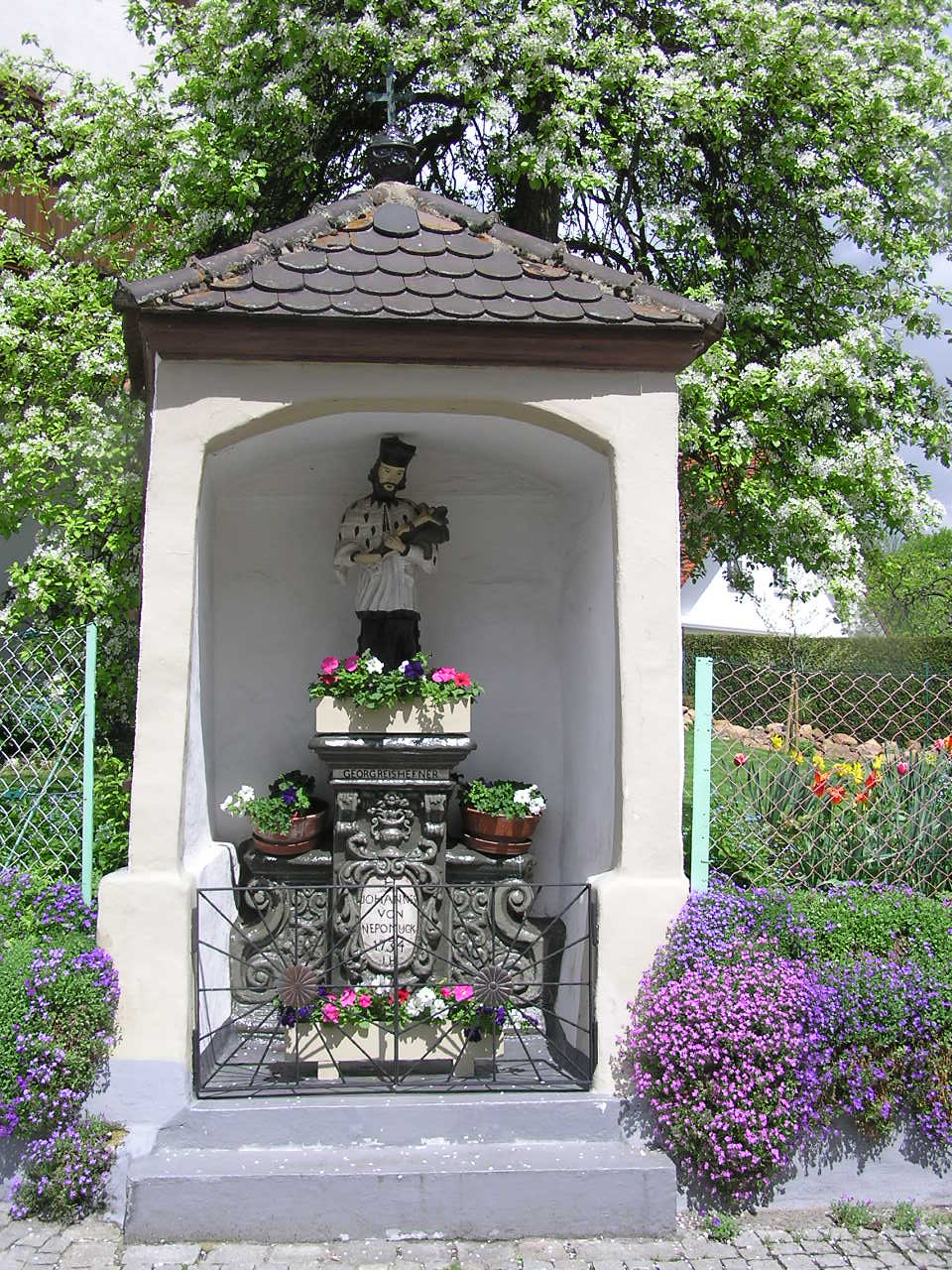
Nepomukkapelle
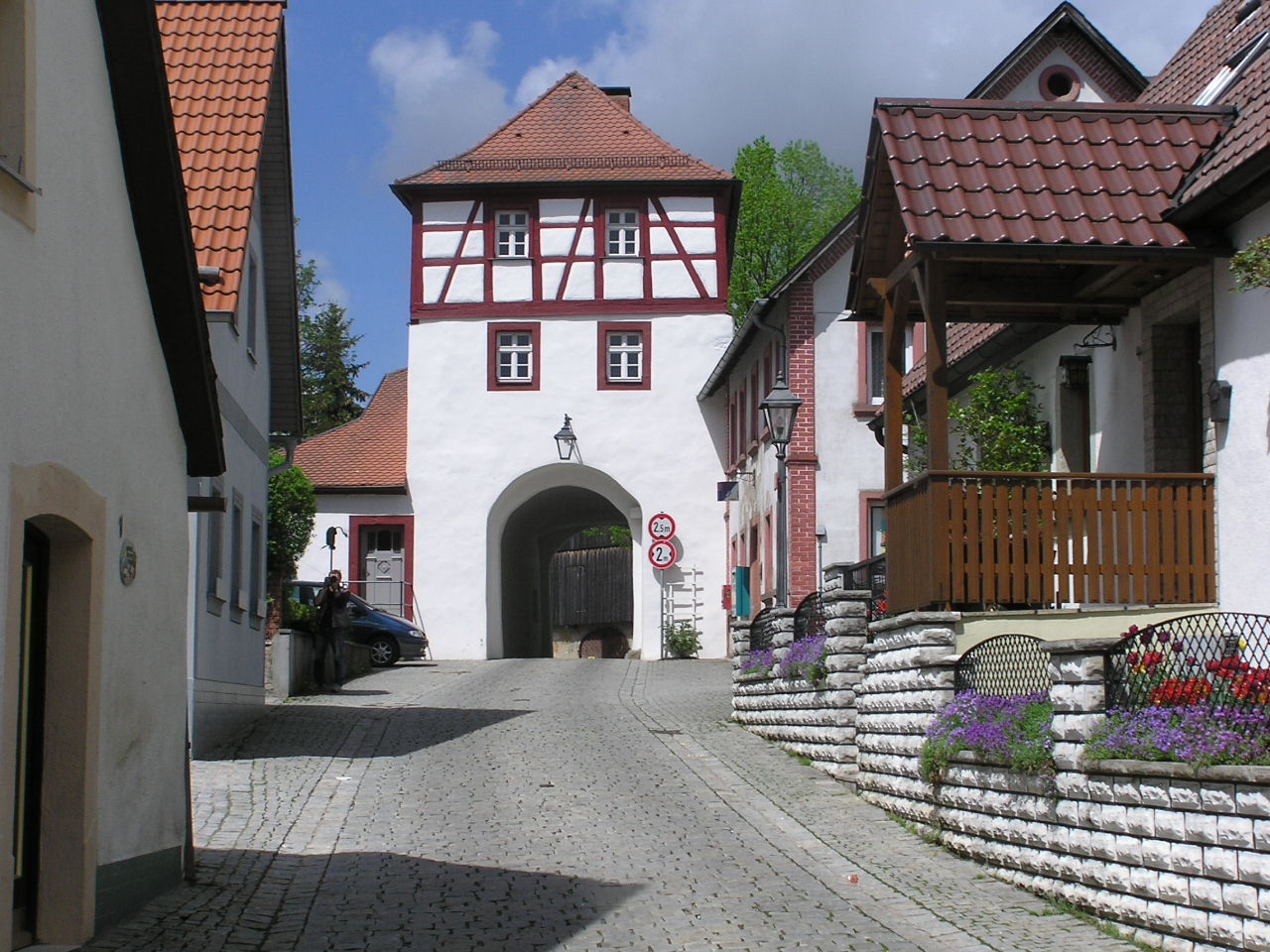
Oberes Tor